# Распутин, Григорий Ефимович
Григо́рий Ефи́мович Распу́тин (с 1906 года — Распу́тин-Но́вых; 9 [21] января 1869, Покровское, Тобольская губерния, Российская империя — 17 [30] декабря 1916, Петроград, Петроградская губерния, Российская империя) — сибирский крестьянин. Приобрёл всемирную известность благодаря тому, что был другом семьи российского императора Николая II. В 1910-е годы в определённых кругах петербургского общества имел репутацию «царского друга», «старца», прозорливца и целителя. Негативный образ Распутина использовался в революционной, а позднее в советской пропаганде. До сих пор вокруг личности Распутина и его влияния на судьбу Российской империи ведутся многочисленные споры.

## Биография

### Предки и этимология фамилии
Родоначальником рода Распутиных был «Изосим Фёдоров сын». В переписной книге крестьян села Покровского за 1662 год говорится, что он с женой и тремя сыновьями — Семёном, Насоном и Евсеем — пришёл на Покровскую слободу за двадцать лет до того из Яренского уезда и «стал на пашню». Сын Насон позже получил прозвище «Роспута». От него пошли все Роспутины, ставшие в начале XIX века Распутиными. По дворовой переписи 1858 года в Покровском значилось более тридцати крестьян, носивших фамилию «Распутины», в том числе и Ефим, отец Григория. Фамилия происходит от слов «распутье», «распутица», «перепутье».

### Рождение
Григорий Распутин родился 9 (21) января 1869 года в семье ямщика Ефима Яковлевича Распутина (1841—1916) и Анны Васильевны (1839—1906; в девичестве Паршуковой) в селе Покровском Тюменского округа Тобольской губернии Западно-Сибирского генерал-губернаторства, ныне село — административный центр Покровского сельского поселения Ярковского района Тюменской области. В метрической книге Слободо-Покровской Богородицкой церкви Тюменского округа Тобольской губернии имеется запись о рождении 9 января 1869 года у Ефима Яковлевича Распутина и его жены Анны Васильевны сына Григория. Крещён он был 10 января. Восприемниками (крёстными) были дядя Матфей Яковлевич Распутин и девица Агафья Ивановна Алемасова. Имя младенец получил по существовавшей традиции нарекать ребёнка именем того святого, в день которого был рождён или крещён. День крещения Григория Распутина — 10 (22) января 1869 года, день празднования памяти святителя Григория Нисского.
Сам Распутин в зрелые годы сообщал противоречивые сведения о дате рождения. По мнению биографов, он был склонен преувеличивать свой истинный возраст, чтобы более соответствовать образу «старца». Источники сообщают различные даты рождения Распутина между 1864 и 1872 годом. Так, историк К. Ф. Шацилло в статье про Распутина в БСЭ сообщает, что тот родился в 1864—1865 году.

### Начало жизни
В молодости Распутин много болел.
После паломничества в Верхотурский монастырь обратился к религии. В 1893 году Распутин странствовал по святым местам России, побывал на горе Афон в Греции, потом — в Иерусалиме. Встречался и завязывал контакты со многими представителями духовенства, монахами, странниками.
В 1890 году женился на Прасковье Фёдоровне Дубровиной, такой же паломнице-крестьянке, которая родила ему троих детей: Матрёну, Варвару и Димитрия.
В 1900 году отправился в новое странствие в Киев. На обратном пути достаточно долго жил в Казани, где познакомился с отцом Михаилом, имевшим отношение к Казанской духовной академии.

### Петербургский период

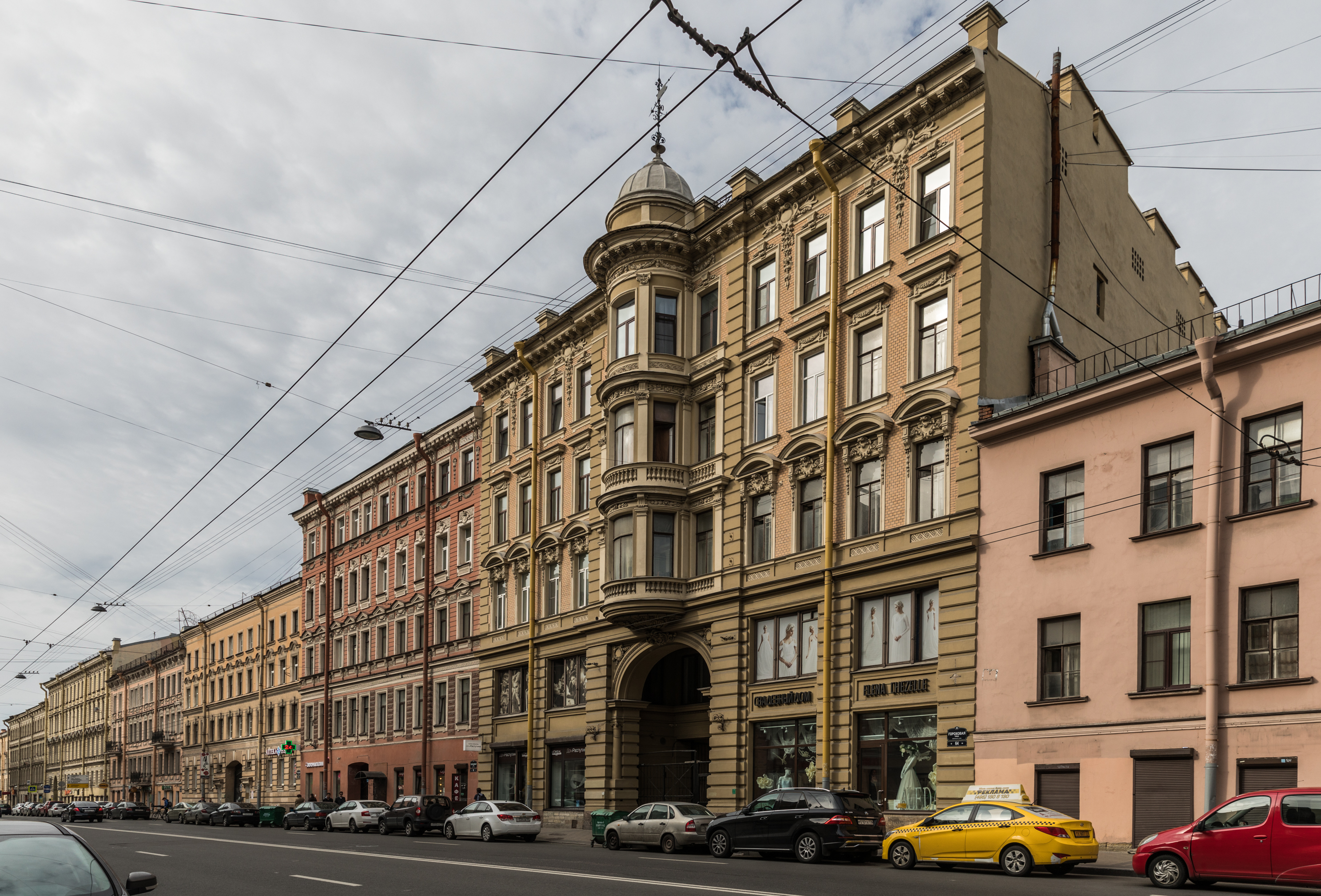
Дом на Гороховой, где проживал Распутин (с окнами на двор)

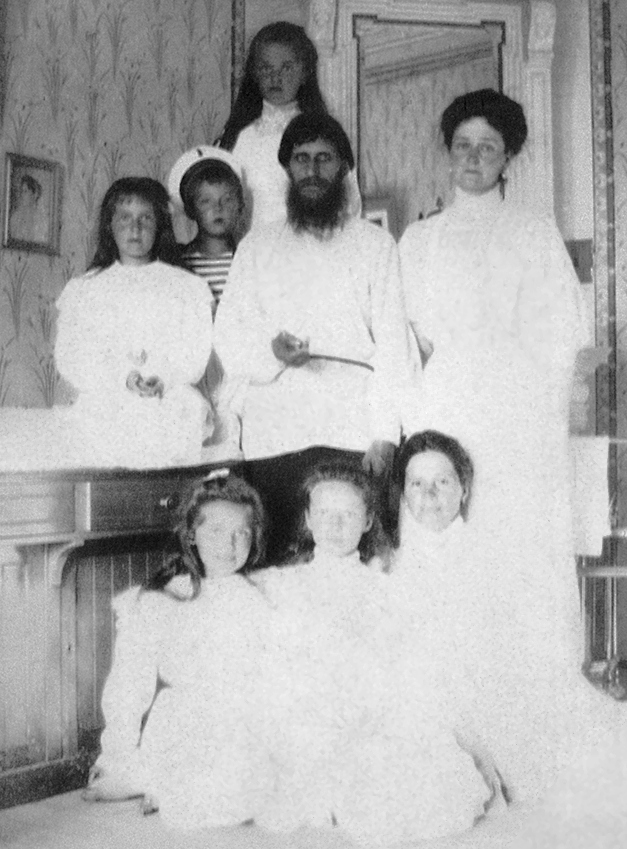
1908 год. Царское село. Распутин с императрицей, пятью детьми и гувернанткой

В 1903 году приехал в Петербург к ректору духовной академии епископу Сергию (Страгородскому). Тогда же знакомится с Распутиным инспектор Санкт-Петербургской духовной академии архимандрит Феофан (Быстров), представив его также и епископу Гермогену (Долганову).
К 1904 году Распутин приобрёл у части великосветского общества славу «старца», «юродивого» и «божьего человека», что «закрепляло в глазах Петербургского света позицию „святого“» или по меньшей мере его считали «великим подвижником». Отец Феофан рассказал о «страннике» дочерям черногорского князя (впоследствии короля) Николая Негоша — Милице и Анастасии. Сёстры и поведали императрице о новой религиозной знаменитости.
1 ноября (во вторник) 1905 года состоялась первая личная встреча Распутина с императором. Это событие было удостоено записи в дневнике Николая II:

В 4 часа поехали на Сергиевку. Пили чай с Милицей и Станой. Познакомились с человеком Божиим — Григорием из Тобольской губ.
— Из дневника Николая II
Прошло несколько лет, прежде чем он начал явно выделяться среди толпы «божьих людей».
Распутин приобрёл влияние на императорскую семью и прежде всего на Александру Фёдоровну тем, что помогал её сыну, наследнику престола Алексею бороться с гемофилией, болезнью, перед которой оказывалась бессильной медицина. Даже предостережения родной сестры Елизаветы Фёдоровны о том, что недовольство Распутиным в народе переносится на царскую семью не повлияло на императрицу. 
По одной из гипотез, царевичу для облегчения боли могли давать аспирин, который, как стало известно лишь в середине века, разжижает кровь и категорически противопоказан гемофиликам — Распутин же настаивал на отказе от любых лекарств.
В декабре 1906 года Распутин подает прошение на высочайшее имя об изменении своей фамилии на Распутин-Новых, ссылаясь на то, что многие его односельчане носят ту же фамилию, из-за чего могут быть недоразумения. Прошение было удовлетворено.

### Распутин и Православная церковь
Биографы Распутина O. А. Платонов и А. Н. Боханов склонны видеть в официальных расследованиях, проводившихся церковной властью в связи с его деятельностью более широкий политический смысл.

#### Первое обвинение в «хлыстовстве», 1903 год
В 1903 году, ещё до прибытия Распутина в Петербург, начинается его первое преследование со стороны церкви: в Тобольскую консисторию поступает донесение от местного священника Петра Остроумова, что Распутин странно ведёт себя с женщинами, приезжающими к нему «из самого Петербурга», об их «страстях, от которых он избавляет их… в бане», о том что в молодости Распутин «из своей жизни на заводах Пермской губернии вынес знакомство с учением ереси хлыстовской». Э.С. Радзинский отмечает, что в Покровское был отправлен следователь, но ничего порочащего он не обнаружил, и дело было сдано в архив.

#### Первое дело о «хлыстовстве» Распутина, 1907 год

Секретное дело Тобольской духовной консистории о крестьянине Григории Распутине

6 сентября 1907 году по доносу от 1903 г. Тобольской консисторией заведено дело на Распутина, который обвинялся в распространении лжеучения, подобного хлыстовскому, и образовании общества последователей своего лжеучения.

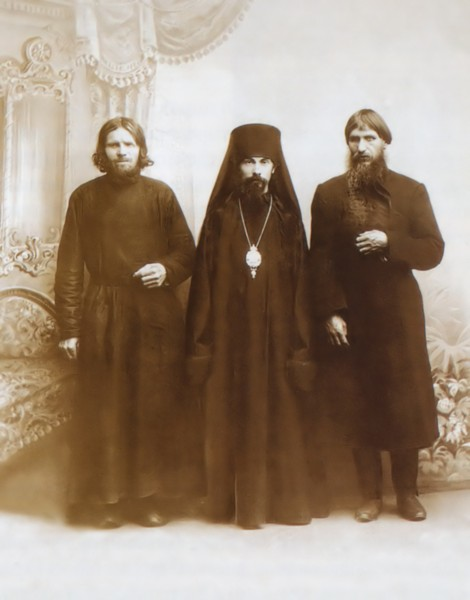
Старец Макарий, епископ Феофан и Г. Е. Распутин. Монастырское фотоателье. 1909 г.

Первоначальное расследование проведено священником Никодимом Глуховецким. На основе собранных фактов протоиерей Дмитрий Смирнов, член Тобольской консистории, подготовил рапорт епископу Антонию с приложением отзыва о рассматриваемом деле специалиста по сектам Д. М. Берёзкина, инспектора Тобольской духовной семинарии.
Д. М. Берёзкин в отзыве о ведении дела отметил, что следствие произведено «лицами, малосведущими в хлыстовстве», что обыскан лишь жилой двухэтажный дом Распутина, хотя известно, что место, где происходят радения, «никогда не помещается в жилых помещениях… а всегда устраивается на задворках — в банях, в сараях, в подклетях… и даже в подземельях… Не описаны картины и иконы, найденные в доме, между тем в них обычно кроется разгадка ереси…». После чего Тобольский епископ Антоний постановил произвести доследование по делу, поручив его опытному противосектантскому миссионеру.
В результате дело «развалилось» и было утверждено как законченное Антонием (Каржавиным) 7 мая 1908 года.
Впоследствии председатель Государственной Думы Родзянко, бравший дело из Синода, сообщил, что вскоре оно исчезло, но, по сведениям Э. Радзинского, «Дело Тобольской духовной консистории о хлыстовстве Григория Распутина» в конце концов нашлось в Тюменском архиве.
Первое «Дело о хлыстовстве», несмотря на то, что оно оправдывает Распутина, вызывает у исследователей неоднозначную оценку.
По предположению Э. Радзинского, негласным инициатором дела была княгиня Милица Черногорская, имевшая благодаря могуществу при дворе прочные связи в Синоде, а инициатором поспешного закрытия дела по причине давления «сверху» была одна из петербургских поклонниц Распутина генеральша Ольга Лохтина. Тот же факт покровительства Лохтиной как научное открытие Радзинского приводит И. В. Смыслов. Испортившиеся вскоре отношения княгинь Милицы и Анастасии с царицей Радзинский связывает именно с попыткой Милицы инициировать данное дело (цит. «…они вместе негодовали на „чёрных женщин“, посмевших организовать позорное расследование против „Божьего человека“»).
О. А. Платонов, стремящийся доказать надуманность обвинений против Распутина, считает, что дело появилось «на пустом месте», а «организовал» дело великий князь Николай Николаевич (муж Анастасии Черногорской), до Распутина занимавший место ближайшего друга и советника царской семьи. Особо О. А. Платонов выделяет принадлежность князя к масонству. С версией Платонова о вмешательстве Николая Николаевича не согласен А. Н. Варламов, не усматривающий у того мотива.
По мнению А. А. Амальрика, Распутина в этом деле спасли его друзья архимандрит Феофан (Быстров), епископ Гермоген (Долганев) и царь Николай Второй, приказавший «замять» дело.
Историк А. Н. Боханов утверждает, что «дело Распутина» — один из первых случаев «чёрного PR» не только в России, но и в мировой истории. Распутинская тема — «ярчайший показатель тяжелейшего духовно-психологического раскола страны, раскола, ставшего детонатором революционного взрыва 1917 года».

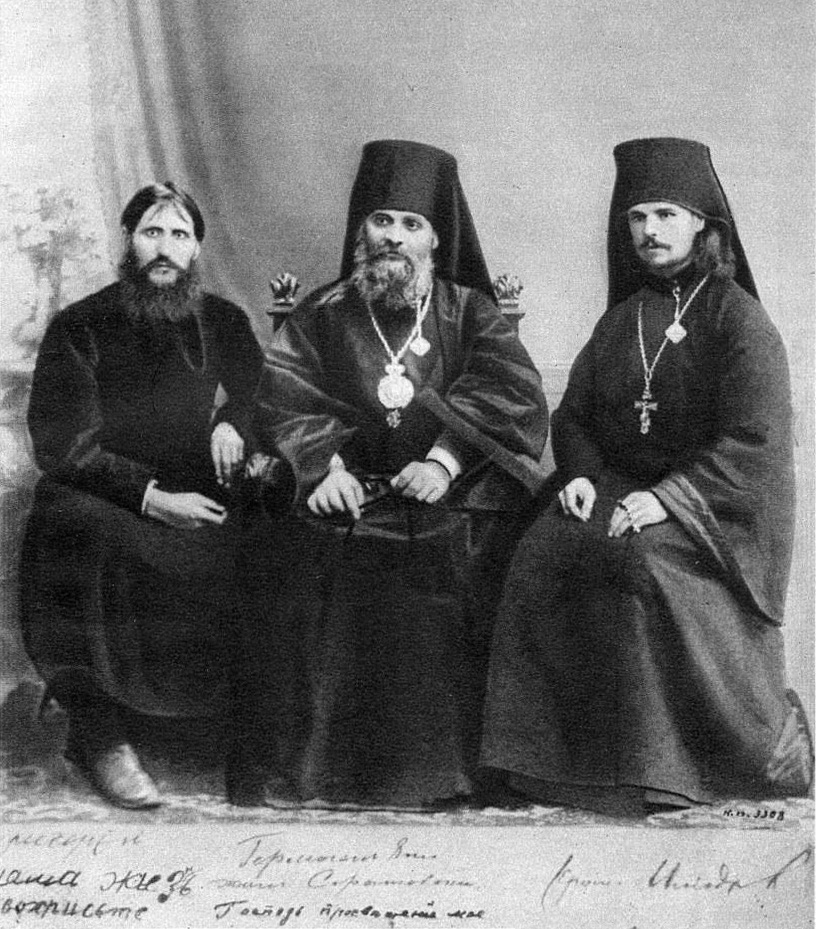
Распутин, епископ Гермоген и иеромонах Илиодор

О. А. Платонов в своей книге приводит подробно содержимое этого дела, считая ряд показаний против Распутина враждебными и/или сфабрикованными: опросы жителей села (священников, крестьян), опросы петербургских женщин, которые после 1905 года стали наведываться в Покровское. А. Н. Варламов считает тем не менее эти показания достаточно достоверными, и подвергает их анализу в соответствующей главе своей книги. А. Н. Варламов выделяет в деле три обвинения против Распутина:
1. Распутин выступал лекарем-самозванцем и занимался врачеванием человеческих душ без диплома; сам в иноки идти не хотел («Он говорил, что ему не по душе монастырская жизнь, что монахи не блюдут нравственности и что лучше спасаться в мире», — показывала Матрёна на следствии), но и других отваживал; в результате чего скончались две девицы Дубровины, которые, по словам односельчан, умерли из-за «издевательств Григория» (по показаниям Распутина — умерли от чахотки);
2. Тяга Распутина к поцелуям женщин, в частности, эпизод насильственного поцелуя 28-летней просфорни Евдокии Корнеевой, по поводу которого следствие устроило между Распутиным и Корнеевой очную ставку; «обвиняемый отрицал это показание частью вполне, а частью отговариваясь запамятованном („6 лет тому назад“)»;
3. Показания священника Покровской церкви отца Фёдора Чемагина: «зашел (случайно) к обвиняемому и видел, как последний вернулся мокрый из бани, а вслед за ним оттуда же пришли и все жившие у него женщины — тоже мокрые и парные. Обвиняемый признавался, в частных разговорах, свидетелю в своей слабости ласкать и целовать „барынешек“, сознавался, что был вместе с ними в бане, что стоит в церкви рассеянно». Распутин «возразил, что он в баню ходил задолго до женщин, а сильно угоревши, лежал в предбаннике, оттуда вышел действительно парный, — незадолго до (прихода туда) женщин».

В приложении к докладу митрополита Ювеналия (Пояркова) на архиерейском соборе, состоявшемся осенью 2004 года, говорится следующее: «Дело об обвинении Г. Распутина в хлыстовстве, хранящееся в Тобольском филиале Государственного архива Тюменской области, основательно не исследовалось, хотя пространные выдержки из него приведены в книге О. А. Платонова. Стремясь „реабилитировать“ Г. Распутина, О. А. Платонов, не являющийся, кстати, специалистом по истории русского сектантства, характеризует это дело как „сфабрикованное“. Между тем даже приведённые им выписки, в том числе показания священников слободы Покровской, свидетельствуют о том, что вопрос о близости Г. Распутина к сектантству гораздо сложнее, нежели кажется автору, и во всяком случае нуждается ещё в специальном и компетентном анализе».

#### Негласный надзор полиции, Иерусалим, 1911 год
В 1909 году полиция собиралась выслать Распутина из Петербурга, однако Распутин опередил её и сам на некоторое время уехал на родину в село Покровское.
В 1910 году в Петербург к Распутину переехали его дочери, которых он устроил учиться в гимназию. По указанию премьер-министра Столыпина за Распутиным на несколько дней было установлено наружное наблюдение.
В начале 1911 года епископ Феофан предложил Святейшему Синоду официально выразить неудовольствие императрице Александре Фёдоровне в связи с поведением Распутина, а член Святейшего Синода митрополит Антоний (Вадковский) доложил Николаю II о негативном влиянии Распутина.
16 декабря 1911 года у Распутина произошла стычка с епископом Гермогеном, иеромонахом Илиодором и юродивым Митей Козельским, имевшим до укрепления позиций Распутина при дворе значительное влияние на светское общество Санкт-Петербурга и императорскую семью. Епископ Гермоген, действовавший в союзе с иеромонахом Илиодором (Труфановым), пригласил Распутина к себе на подворье на Васильевском острове. Митя Козельский начал обличение в присутствии священнослужителей. Илиодор в воспоминаниях писал, что обличения юродивого были одновременно страшными и смешными: «А-а-а! Ты безбожник, ты много мамок обидел! Ты много нянек обидел! Ты с царицею живешь! Подлец — ты!», «Ты — безбожник! Ты с царицею живёшь! Ты — антихрист!». Вслед за этим Гермоген несколько раз ударил Распутина крестом. Между участниками встречи завязался спор, а потом и драка.
В 1911 году Распутин добровольно покинул столицу и совершил паломничество в Иерусалим.
По распоряжению министра внутренних дел Макарова от 23 января 1912 года за Распутиным вновь было установлено наружное наблюдение, продолжавшееся до самой его смерти.

#### Второе дело о «хлыстовстве» Распутина, 1912 год

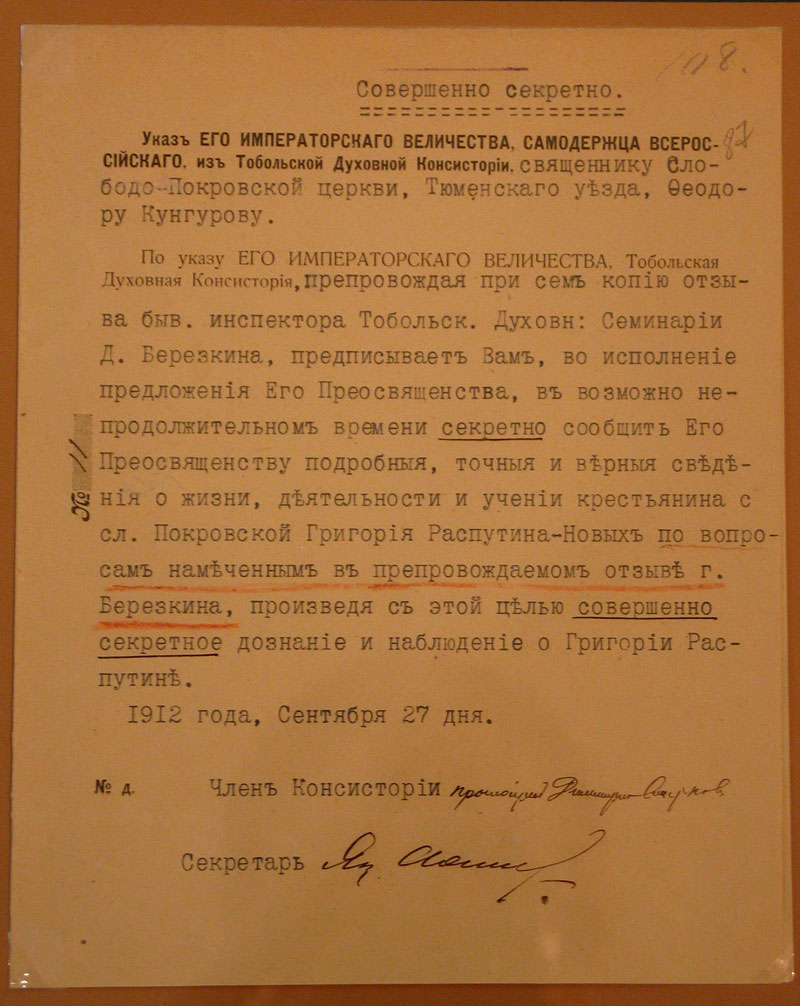
Указ Николая II

В январе 1912 г. Дума заявила о своём отношении к Распутину, а в феврале 1912 г. Николай II приказал В. К. Саблеру возобновить дело Святейшего Синода о «хлыстовстве» Распутина и передать для доклада Родзянко, «и дворцовый комендант Дедюлин и передал ему Дело Тобольской Духовной Консистории, в котором содержалось начало Следственного Производства по поводу обвинения Распутина в принадлежности к хлыстовской секте». 26 февраля 1912 г. на аудиенции Родзянко предложил царю навсегда выгнать крестьянина. Архиепископ Антоний (Храповицкий) открыто писал, что Распутин хлыст и участвует в радениях.
Новый (сменивший Евсевия (Гроздова)) Тобольский епископ Алексий (Молчанов) лично взялся за это дело, изучил материалы, затребовал сведения от причта Покровской церкви, неоднократно беседовал с самим Распутиным. По результатам этого нового расследования было подготовлено и 29 ноября 1912 года утверждено заключение Тобольской духовной консистории, разосланное многим высокопоставленным лицам и некоторым депутатам Государственной думы. В заключении Распутин-Новый назван «христианином, человеком духовно настроенным и ищущим правды Христовой». Никаких официальных обвинений над Распутиным больше не тяготело. Но это вовсе не значило, что все поверили в результаты нового расследования.
Противники Распутина[кто?] полагают, что епископ Алексий «помог» ему таким образом в корыстных целях: опальный епископ, сосланный в Тобольск с Псковской кафедры вследствие обнаружения в Псковской губернии сектантского иоаннитского монастыря, пробыл на Тобольской кафедре только до октября 1913, то есть всего полтора года, после чего был назначен Экзархом Грузии и возведен в сан архиепископа Карталинского и Кахетинского со званием члена Святейшего Синода. В этом усматривают влияние Распутина.
Однако исследователи[кто?] полагают, что возвышение епископа Алексия в 1913 году состоялось лишь благодаря его преданности царствующему дому, которая особенно видна из его проповеди, произнесённой по случаю манифеста 1905 года. Тем более что период, в который епископ Алексий был назначен Экзархом Грузии, был периодом революционного брожения в Грузии.
По мнению архиепископа Антония Каржавина, следует также отметить, что противники Распутина[кто?] часто забывают об ином возвышении: заведший на Распутина первое дело о «хлыстовстве» епископ Тобольский Антоний (Каржавин) именно за это был перемещён в 1910 году из холодной Сибири на Тверскую кафедру и на Пасху возведен в сан архиепископа. Но, по мнению Каржавина, они[кто?] помнят, что этот перевод состоялся как раз благодаря тому, что первое дело было отправлено в архив Синода.

### Пророчества, сочинения и переписка Распутина
При жизни Распутин издал две книги: «Житие опытного странника» (май 1907 года) и «Мои мысли и размышления» (1915).

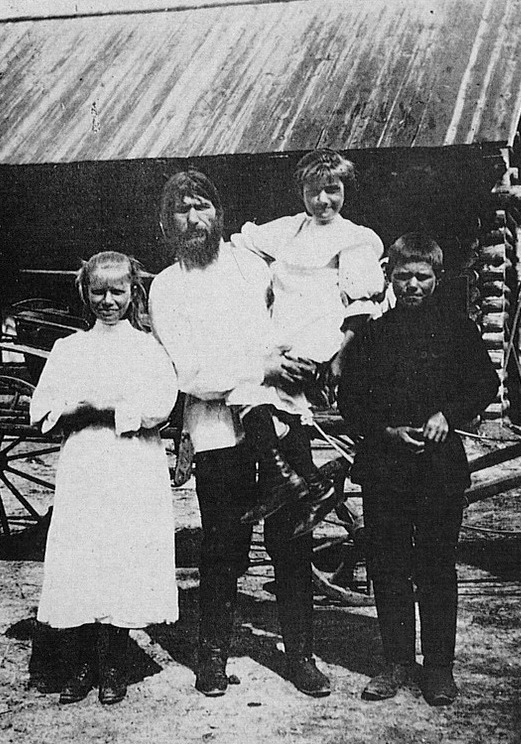
Распутин с семьёй

Григорию Распутину приписывается ряд пророчеств, в которых он якобы предрекал глобальные катаклизмы и катастрофы на Земле, а также многочисленные войны и моральную деградацию человечества. В 2014 году в «Российской газете» появилась статья Евгении Павловой с рядом подобных пророчеств, автором которых был указан Распутин, а источником — некая книга «Благочестивые размышления», изданная в Санкт-Петербурге в 1912 году. Однако, по словам философа и историка Валерия Лебедева, подобной книги никогда не существовало, а первоисточником этих «пророчеств» с высокой долей вероятности является книга итальянского писателя Ренцо Баскера «Пророчества Распутина» (итал. Le Profezie di Rasputin), достоверность содержимого которой он ставит под сомнение.
Согласно мемуарам купца Арона Симановича, служившего секретарём у Распутина, Григорий Ефимович в одном из своих писем Николаю II предупредил императора, что предчувствует свою смерть и даже видит два возможных развития событий: если Распутин погибнет от рук простых крестьян, то династия Романовых удержится на русском престоле, но если это сделают представители дворянства, то за этим последуют падение монархии, гибель царской семьи и гражданская война:

Я пишу и оставляю это письмо в Петербурге. Я предчувствую, что ещё до первого января я уйду из жизни. Я хочу русскому народу, Папе, русской Маме, детям и Русской Земле наказать, что им предпринять. Если меня убьют нанятые убийцы, русские крестьяне, мои братья, то тебе, Русский Царь, некого опасаться. Оставайся на своём Троне и царствуй. И ты, Русский Царь, не беспокойся о своих детях. Они ещё сотни лет будут править Россией. Если же меня убьют бояре и дворяне, и они прольют мою кровь, то их руки останутся замаранными моей кровью, и двадцать пять лет они не смогут отмыть свои руки. Они оставят Россию. Братья восстанут против братьев и будут убивать друг друга, и в течение двадцати пяти лет не будет в стране дворянства. Русской Земли Царь, когда ты услышишь звон колоколов, сообщающий тебе о смерти Григория, то знай: если убийство совершили твои родственники, то ни один из твоей Семьи, то есть детей и родных не проживёт дольше двух лет. Их убьют. Я ухожу и чувствую в себе Божеское указание сказать Русскому Царю, как он должен жить после моего исчезновения. Ты должен подумать, всё учесть и осторожно действовать. Ты должен заботиться о твоём спасении и сказать твоим родным, что я им заплатил моей жизнью. Меня убьют. Я уже не в живых. Молись, молись. Будь сильным. Заботься о твоём избранном роде.

Некоторые авторы[кто?] считают, что упоминания Распутина есть в письмах Александры Фёдоровны к Николаю II. В самих письмах фамилия Распутина не упоминается, но некоторые авторы считают, что Распутин в письмах обозначается словами «Друг», или «Он» с больших букв, хотя это и не имеет документальных подтверждений. Письма были опубликованы в СССР к 1927 году и берлинском издательстве «Слово» в 1922-м. Переписка сохранилась в Государственном архиве РФ — Новоромановский архив.

### Отношение к войне
В 1914 году неоднократно высказывался против вступления России в войну, считая, что она принесет крестьянам лишь страдания. В 1915 году, предвидя Февральскую революцию, Распутин требовал улучшения снабжения столицы хлебом. В 1916 году Распутин решительно высказывался в пользу выхода России из войны, заключения мира с Германией, отказа от прав на Польшу и Прибалтику, а также против русско-британского альянса.
Примечательно, что в 1916 году по рекомендациям Григория Распутина и Николая Клюева молодой поэт Сергей Есенин, призванный на фронт, с Высочайшего соизволения получил назначение в Царскосельский военно-санитарный поезд № 143 Её Императорского Величества Государыни Императрицы Александры Фёдоровны.

### Антираспутинская кампания в прессе

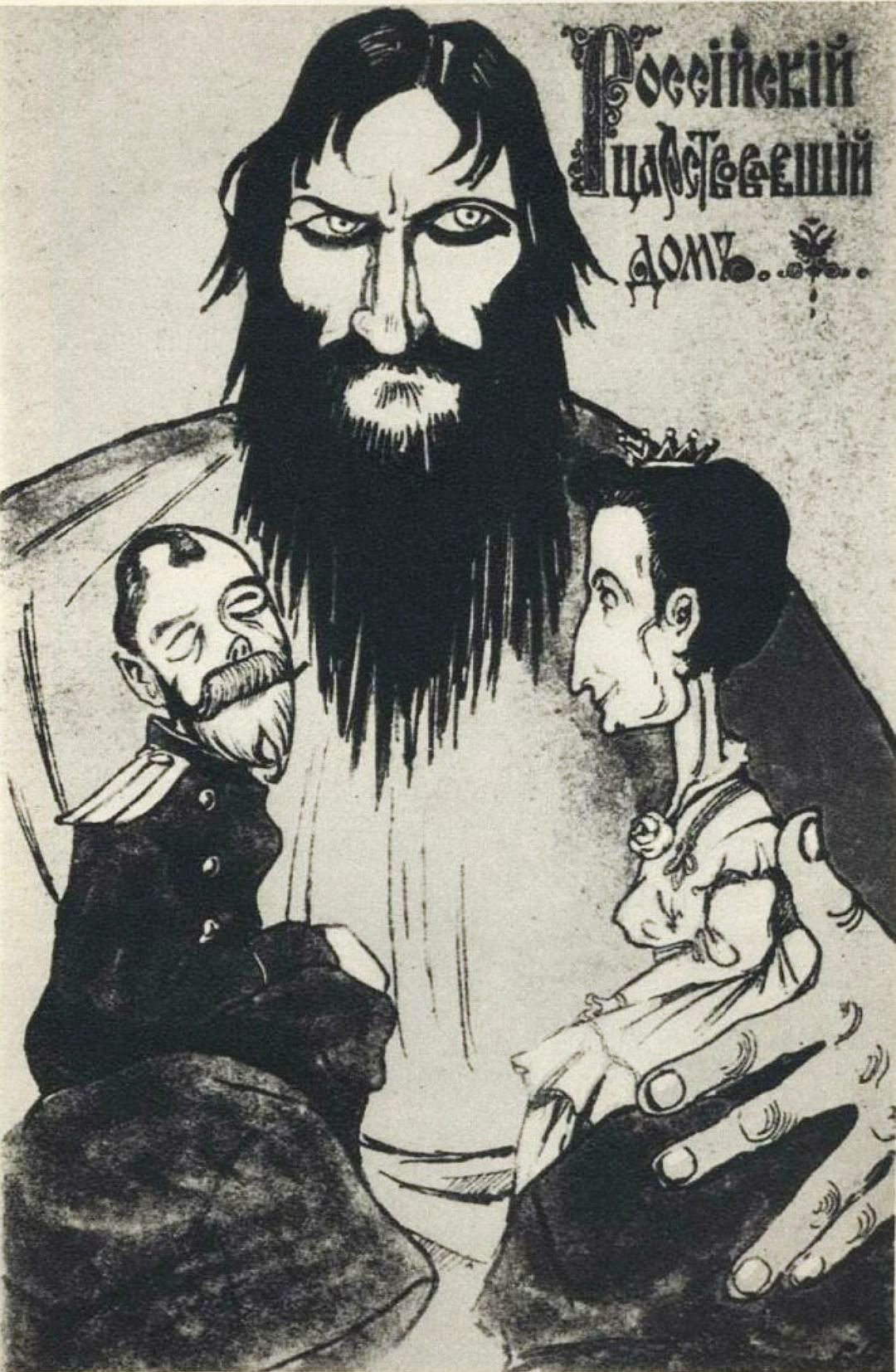
Антимонархическая листовка: Распутин, Николай II и Александра Фёдоровна

В 1910 году писатель Михаил Новосёлов напечатал в «Московских ведомостях» несколько критических статей о Распутине (№ 49 — «Духовный гастролёр Григорий Распутин», № 72 — «Ещё нечто о Григории Распутине»).
В 1912 году Новосёлов выпустил в своём издательстве брошюру «Григорий Распутин и мистическое распутство», обвинявшую Распутина в хлыстовстве и критиковавшую высшую церковную иерархию. Брошюра была запрещена и конфискована в типографии. Газета «Голос Москвы» была оштрафована за публикацию выдержек из неё. После этого в Государственной думе последовал запрос к МВД о законности наказания редакторов «Голоса Москвы» и «Нового Времени». В том же 1912 году знакомый Распутина бывший иеромонах Илиодор начал распространять несколько писем скандального содержания императрицы Александры Фёдоровны и великих княжен к Распутину.
Копии, отпечатанные на гектографе, ходили по Петербургу. Большинство исследователей считает эти письма подделкой. Позднее Илиодор по совету Горького написал пасквильную книгу «Святой Чёрт» о Распутине, которая была опубликована в 1917 году во время революции.
В 1913—1914 годы масонским Верховным Советом ВВНР делалась попытка агитационной кампании по поводу роли Распутина при дворе. Несколько позднее Советом была сделана попытка издания направленной против Распутина брошюры, а когда эта попытка не удалась (брошюра была задержана цензурой), то Советом были приняты шаги к распространению этой брошюры в размноженном на пишущей машинке виде.

### Покушение Хионии Гусевой
В 1914 году созрел антираспутинский заговор, во главе которого встали Николай Николаевич и Родзянко.
29 июня (12 июля) 1914 года на Распутина в селе Покровском было совершено покушение. Его ударила ножом в живот и тяжело ранила Хиония Гусева, приехавшая из Царицына. Распутин показал, что подозревает в организации покушения Илиодора, но не смог представить каких-либо доказательств этого. 3 июля Распутина перевезли на пароходе в Тюмень для лечения. В тюменской больнице Распутин оставался до 17 августа 1914 года. Следствие по делу о покушении продлилось около года. Гусеву в июле 1915 года объявили душевнобольной и освободили от уголовной ответственности, поместив в психиатрическую лечебницу в Томске.
Покушение Гусевой попало в международные новости. О состоянии Распутина писали в газетах Европы и США; The New York Times вынесла этот сюжет на первую полосу. В российской прессе здоровью Распутина уделялось больше внимания, чем гибели эрцгерцога Франца Фердинанда.

### Убийство

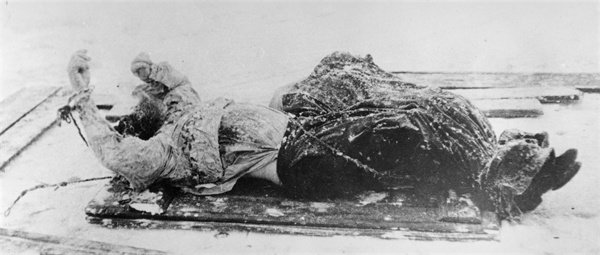
Тело Распутина, извлечённое из воды

Восковые фигуры Феликса Юсупова и Григория Распутина на месте убийства. Экспозиция во дворце Юсуповых на Мойке

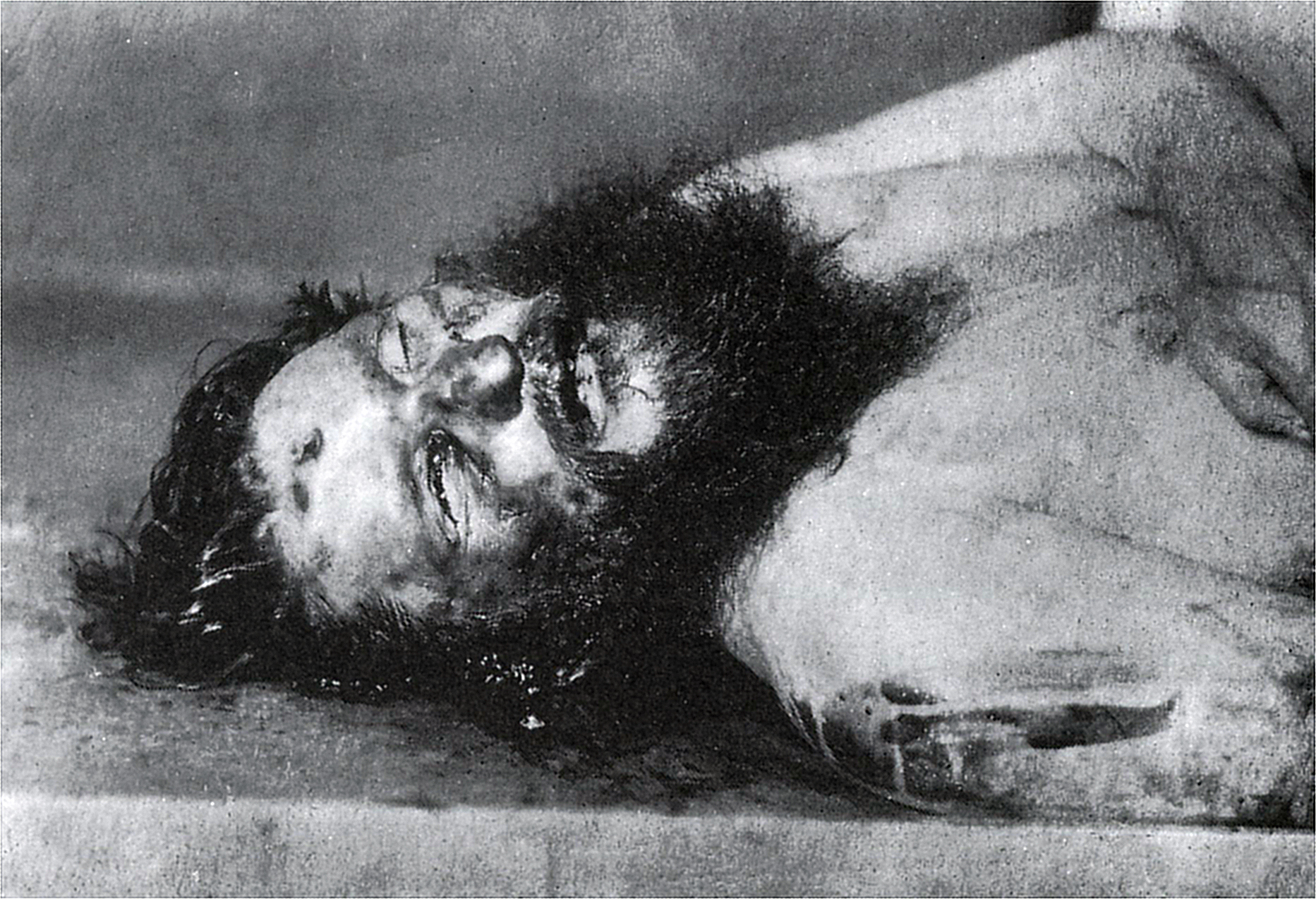
Фото трупа в морге

Восковые фигуры участников заговора против Григория Распутина (слева направо) — депутат государственной думы В. М. Пуришкевич, великий князь Дмитрий Павлович, поручик С. М. Сухотин. Экспозиция во дворце Юсуповых на Мойке

Письмо в. к. Дмитрия Павловича отцу в. к. Павлу Александровичу об отношении к убийству Распутина и революции. Исфаган (Персия) 29 апреля 1917. Наконец последним актом моего пребывания в Петр[ограде] явилось вполне сознательное и продуманное участие в убийстве Распутина — как последняя попытка дать возможность Государю открыто переменить курс, не беря на себя ответственность за удаление этого человека. (Аликс ему это бы не дала сделать.)

Распутин был убит в ночь на 17 декабря 1916 года (30 декабря по новому стилю) во дворце Юсуповых на Мойке. Заговорщики: Ф. Ф. Юсупов, В. М. Пуришкевич, великий князь Дмитрий Павлович, офицер британской разведки МИ-6 Освальд Рейнер.
Сведения об убийстве противоречивы, были запутаны как самими убийцами, так и давлением на следствие российских императорских и британских властей. Юсупов менял показания несколько раз: в полиции Санкт-Петербурга 18 декабря 1916 года, в ссылке в Крыму в 1917 г., в книге 1927 г., данные под присягой в 1934 и в 1965 гг. Первоначально были опубликованы воспоминания Пуришкевича, затем Юсупов вторил его версии. Однако они кардинально расходились с показаниями расследования. Начиная от называния неверного цвета одежды, в которую был одет Распутин по версии убийц и в которой его обнаружили, и до того, сколько и куда пуль было выпущено. Так, например, судмедэксперты обнаружили три раны, каждая из которых смертельна: в голову, в печень и почку (по мнению британских исследователей, изучавших фотографию, выстрел в лоб сделан из британского револьвера Webley .455). После выстрела в печень человек может прожить не более 20 минут и не способен, как говорили убийцы, через полчаса-час бегать по улице. Также не было выстрела в сердце, о котором единогласно утверждали убийцы.
Распутина сначала заманили в подвал, угостив красным вином и пирогом, отравленным цианистым калием. Юсупов ушёл наверх и, вернувшись, выстрелил ему в спину, от чего тот упал. Заговорщики ушли на улицу. Вернувшийся за плащом Юсупов проверил тело, неожиданно Распутин очнулся и попытался задушить убийцу. Вбежавшие в этот момент заговорщики начали стрелять в Распутина. Приблизившись, удивились, что он ещё жив, и стали избивать его. По словам убийц, отравленный и расстрелянный Распутин пришёл в себя, выбрался из подвала и попытался перелезть высокую стену сада, но был пойман убийцами, услышавшими поднявшийся собачий лай. Затем его связали верёвками по рукам и ногам (по словам Пуришкевича, замотав сначала в синюю ткань), отвезли на автомобиле к заранее выбранному месту недалеко от Каменного острова и сбросили с моста в полынью Невы таким образом, что тело оказалось подо льдом. Однако, по материалам следствия, обнаруженный труп был одет в шубу, не было ни ткани, ни верёвок.
Расследование убийства Распутина, которым руководил директор Департамента полиции А. Т. Васильев, продвигалось довольно быстро. Уже первые допросы членов семьи и слуг Распутина показали, что в ночь убийства Распутин отправился в гости к князю Юсупову. Городовой Власюк, дежуривший в ночь с 16 на 17 декабря на улице неподалёку от дворца Юсуповых, показал, что ночью слышал несколько выстрелов. При обыске во дворе дома Юсуповых были обнаружены следы крови.
Днём 17 декабря прохожим были замечены пятна крови на парапете Петровского моста. После исследования водолазами Невы в этом месте было обнаружено тело Распутина. Судебно-медицинскую экспертизу поручили известному профессору Военно-Медицинской Академии Д. П. Косоротову. Оригинал протокола вскрытия не сохранился, о причинах смерти можно говорить лишь предположительно.

«При вскрытии найдены весьма многочисленные повреждения, из которых многие были причинены уже посмертно. Вся правая сторона головы была раздроблена, сплющена вследствие ушиба трупа при падении с моста. Смерть последовала от обильного кровотечения вследствие огнестрельной раны в живот. Выстрел произведен был, по моему заключению, почти в упор, слева направо, через желудок и печень с раздроблением этой последней в правой половине. Кровотечение было весьма обильное. На трупе имелась также огнестрельная рана в спину, в области позвоночника, с раздроблением правой почки, и ещё рана в упор, в лоб, вероятно, уже умиравшему или умершему. Грудные органы были целы и исследовались поверхностно, но никаких следов смерти от утопления не было. Легкие не были вздуты, и в дыхательных путях не было ни воды, ни пенистой жидкости. В воду Распутин был брошен уже мёртвым». — Заключение судмедэксперта профессора Д.Н. Косоротова
Яд в желудке Распутина не был обнаружен. Существуют объяснения, что цианид в пирожных был нейтрализован сахаром или высокой температурой при приготовлении в печи. С другой стороны доктор Станислав Лазоверт, который должен был отравить пирожные, сообщил в письме на имя князя Юсупова, что вместо яда положил безвредное вещество.
В определении причастности О. Рейнера есть ряд нюансов. В то время в Петербурге служили два офицера британской разведки МИ-6, которые могли совершить убийство: друг Юсупова по университетскому колледжу (Оксфорд) Освальд Рейнер и родившийся в Юсуповском дворце капитан Стивен Аллей. Подозревали первого, и царь Николай II прямо упоминал, что убийца — друг Юсупова по колледжу. В 1919 году Рейнер был награждён орденом Британской империи, он уничтожил свои бумаги перед смертью в 1961. В журнале шофёра Комптона имеются записи, что он за неделю до убийства привозил Освальда к Юсупову (и к другому офицеру капитану Джону Скэйлу), и последний раз — в день убийства. Также Комптон прямо намекал на Рейнера, сообщая, что убийца является адвокатом и родился в одном городе с ним. Имеется письмо Аллея, написанное Скэйлу 7 января 1917 года, через восемь дней после убийства: «Хотя не всё пошло по плану, наша цель была достигнута… Рейнер заметает следы и несомненно свяжется с вами…».
Следствие длилось два с половиной месяца до отречения императора Николая II 2 марта 1917. В этот день министром юстиции во Временном правительстве стал Керенский. 4 марта 1917 года он приказал спешно прекратить следствие, при этом следователь А. Т. Васильев был арестован и переправлен в Петропавловскую крепость, где допрашивался Чрезвычайной следственной комиссией до сентября, а позже эмигрировал.

#### Версия об английском заговоре
В 2004 году Би-би-си показала документальный фильм «Кто убил Распутина?», привлёкший новое внимание к расследованию убийства. Согласно показанной в фильме версии, «слава» и замысел данного убийства принадлежит Великобритании, российские заговорщики были лишь исполнителями, контрольный выстрел в лоб произведён из британского револьвера Webley .455.
По мнению британских исследователей, Распутин был убит при активном участии британской разведслужбы Ми-6, убийцы запутывали следствие, чтобы скрыть британский след. Мотивом заговора предполагались опасения Великобритании по поводу влияния Распутина на российскую императрицу и заключения сепаратного мира с Германией.

#### Убийство Распутина, версия Феликса Юсупова

##### События, предшествовавшие убийству
В конце августа 1915 года было официально объявлено, что великий князь Николай Николаевич отстранён от должности верховного главнокомандующего, обязанности которого возложил на себя Император Николай II. А. А. Брусилов в своих воспоминаниях писал, что впечатление в войсках от этой замены было самое негативное и «никому в голову не приходило, что царь возьмет на себя при данной тяжёлой обстановке на фронте обязанности верховного главнокомандующего. Было общеизвестно, что Николай II в военном деле решительно ничего не понимал, и что взятое им на себя звание будет только номинальным».
Феликс Юсупов в своих воспоминаниях утверждал, что император принял командование армией под давлением Распутина. Российское общество встретило известие враждебно, так как росло понимание распутинской вседозволенности. С отъездом государя в Ставку, пользуясь безграничным расположением императрицы Александры Фёдоровны, Распутин стал регулярно бывать в Царском Селе. Советы и мнения его приобретали силу закона. Без ведома Распутина не принимали ни одно военное решение. «Царица доверяла ему слепо, и он сплеча решал насущные, а порой и секретные государственные вопросы».
Феликса Юсупова поразили события, связанные с его отцом — Феликсом Феликсовичем Юсуповым. В своих воспоминаниях Феликс писал, что накануне войны администрации российских городов, крупные предприятия, в том числе Москвы, управлялись немцами: «Немецкая наглость не знала границ. Немецкие фамилии носили и в армии, и при дворе». Большинство министров, получивших министерский портфель от Распутина, было германофилами. В 1915 году отец Феликса получил от царя назначение на пост московского генерал-губернатора. Однако бороться с немецким окружением Феликсу Феликсовичу Юсупову было не под силу: «правили бал предатели и шпионы». Приказы и распоряжения московского генерал-губернатора не выполнялись. Возмущённый положением дел, Феликс Феликсович поехал в Ставку. Он изложил обстановку в Москве — никто до сих пор не осмелился открыто сказать правду государю. Однако прогерманская партия, окружившая государя, была слишком сильна: вернувшись в Москву, отец узнал, что снят с должности генерал-губернатора.
Члены императорской фамилии пытались объяснить государю, как опасно влияние Распутина для династии, а также для России в целом. Ответ был один: «Все — клевета. На святых всегда клевещут». Вдовствующая императрица Мария Фёдоровна писала сыну, умоляя удалить Распутина и запретить царице вмешиваться в государственные дела. Николай поведал об этом царице. Александра Фёдоровна прекратила отношения с людьми, «давившими» на государя. Елизавета Фёдоровна, также почти не бывая в Царском, приехала переговорить с сестрой. Однако все доводы были отвергнуты. По мнению Феликса Юсупова германский Генеральный штаб непрерывно засылал в окружение Распутина шпионов.
Феликс Юсупов утверждал, что «царь слабел от наркотических зелий, которыми ежедневно опаивали его по наущенью Распутина». Распутин получил фактически неограниченную власть: «назначал и увольнял министров и генералов, помыкал епископами и архиепископами…».
Надежд «открыть глаза» Александре Фёдоровне и государю не осталось. «Не сговариваясь, каждый в одиночку (Феликс Юсупов и великий князь Дмитрий Павлович) пришли к единому заключению: Распутина необходимо убрать, пусть даже ценой убийства».

##### Убийство
Феликс надеялся для осуществления своего плана найти «людей решительных, готовых действовать». Сложился узкий круг лиц, готовых к решительным действиям: поручик Сухотин, великий князь Дмитрий Павлович, Пуришкевич и доктор Лазоверт. Обсудив ситуацию, заговорщики решили, что «яд — вернейшее средство скрыть факт убийства». Местом убийства выбрали дом Юсупова на Мойке:
 Распутина я собирался принять в полуподвальных апартаментах, которые для того отделывал. Аркады разделили подвальную залу на две части. В большей была устроена столовая. В меньшей винтовая лесенка, о которой писал уже, уводила в квартиру мою в бельэтаж. На полпути имелся выход на двор. В столовую с низким сводчатым потолком свет проникал в два мелких оконца на уровне тротуара, выходивших на набережную. Стены и пол в помещении сложены были из серого камня. Чтобы не вызвать у Распутина подозрений видом голого погреба, пришлось украсить комнату и придать ей жилой облик
Феликс велел дворецкому Григорию Бужинскому и камердинеру Ивану к одиннадцати приготовить чай на шесть персон, купить пирожных, печенья, принести вина из погреба. Феликс провёл всех соучастников в столовую и некоторое время прибывшие молча осматривали место будущего убийства. Феликс достал шкатулку с цианистым калием и положил её на стол рядом с пирожными.
Доктор Лазоверт надел резиновые перчатки, взял из неё несколько кристалликов яда, истер в порошок. Затем снял верхушки пирожных, посыпал начинку порошком в количестве, способном, по его словам, убить слона. В комнате царило молчанье. Мы взволнованно следили за его действиями. Осталось положить яд в бокалы. Решили класть в последний момент, чтобы отрава не улетучилась.
С целью поддержать в Распутине приятное расположение духа и не дать ему ничего заподозрить, убийцы решили придать всему вид оконченного ужина: стулья отодвинули, в чашки налили чай. Договорились, что Дмитрий, Сухотин и Пуришкевич поднимутся в бельэтаж и заведут граммофон, выбрав музыку повеселей.
Лазоверт, переодетый в шофера, завел мотор. Феликс надел шубу и надвинул на глаза меховую шапку, так как необходимо было скрытно доставить Распутина в дом на Мойке. Феликс согласовал данные действия, объяснив Распутину, что не хочет «афишировать» отношения с ним. К Распутину приехали за полночь. Он ожидал Феликса: «надел шелковую рубашку, расшитую васильками. Опоясался малиновым шнурком. Черные бархатные шаровары и сапоги были с иголочки. Волосы прилизаны, борода расчесана с необычайной тщательностью».
Приехав в дом на Мойке, Распутин услышал американскую музыку и голоса. Феликс объяснил, что это гости жены, которые скоро уйдут. Феликс пригласил гостя пройти в столовую.
«Спустились. Не успев войти, Распутин скинул шубу и с любопытством стал озираться. Особенно привлёк его поставец с ящичками. Он забавлялся как дитя, открывал и закрывал дверцы, рассматривал внутри и снаружи».
Феликс в последний раз попытался уговорить Распутина уехать из Петербурга, но получил отказ. Наконец, переговорив «свои любимые разговоры», Распутин попросил чаю. Феликс налил ему чашку и предложил эклеры с цианистым калием.
 Я смотрел с ужасом. Яд должен был подействовать тут же, но, к изумлению моему, Распутин продолжал разговаривать, как ни в чём не бывало. 
Тогда Феликс предложил Распутину отравленное вино.
 Я стоял возле него и следил за каждым его движением, ожидая, что он вот-вот рухнет… Но он пил, чмокал, смаковал вино, как настоящий знаток. Ничто не изменилось в его лице. 
Юсупов поднялся под предлогом проводов гостей жены. Феликс взял у Дмитрия револьвер и спустился в подвал — прицелился в сердце и спустил курок. Сухотин переоделся «старцем», надев его шубу и шапку. Следуя разработанному плану, с учётом наличия слежки, Дмитрий, Сухотин и Лазоверт должны были отвезти «старца» в открытом автомобиле Пуришкевича обратно к нему домой. Затем, в закрытом автомобиле Дмитрия вернуться на Мойку, забрать труп и доставить к Петровскому мосту. Однако случилось неожиданное: резким движеньем «убитый» Распутин вскочил на ноги.
 Выглядел он жутко. Рот его был в пене. Он закричал дурным голосом, взмахнул руками и бросился на меня. Пальцы его впивались мне в плечи, норовили дотянуться до горла. Глаза вылезли из орбит, изо рта потекла кровь. Распутин тихо и хрипло повторял мое имя. 
На зов Юсупова прибежал Пуришкевич. Распутин «хрипя и рыча» быстро переместился к потайному выходу во двор. Пуришкевич кинулся вдогонку. Распутин бежал к средним воротам двора, которые были не заперты. «Раздался выстрел… Распутин качнулся и упал в снег».
 Пуришкевич подбежал, постоял несколько мгновений у тела, убедился, что на этот раз все кончено, и быстро пошёл к дому. 
Дмитрий, Сухотин и Лазоверт в закрытом автомобиле заехали за трупом. Завернули труп в холстину, погрузили в автомобиль и уехали к Петровскому мосту, где и скинули тело в реку.

##### Последствия убийства
Вечером 1 января 1917 года стало известно, что тело Распутина было обнаружено в Малой Невке в ледяной проруби под Петровским мостом. Императрица Александра Фёдоровна потребовала немедленного расстрела убийц Распутина.
Великая княгиня Мария Павловна, приехав из Пскова, где размещался штаб Северного фронта, рассказала, с каким неистовым восторгом была встречена войсками весть об убийстве Распутина. «Никто не сомневался, что теперь-то государь найдет себе людей честных и преданных». Однако, по словам Юсупова, «распутинский яд долгие годы отравлял высшие сферы государства и опустошил самые честные, самые горячие души. В итоге кто-то не хотел принимать решения, а кто-то считал, что их и принимать-то незачем».
По свидетельству Ф. Юсупова после убийства Распутина обе столицы поднялись в патриотическом порыве. «Газеты печатали пламенные статьи о том, что раздавили гадину и наступает время перемен. И так думала вся страна». Однако на третий день вышел указ, запрещающий упоминать «старца» в печати. Юсупов вспоминал, что в те дни петербургские улицы выглядели празднично. «Незнакомые люди обнимались, поздравляя друг друга. Перед дворцом Дмитрия и нашим домом на Мойке вставали на колени, молясь за нас. По церквям служили благодарственные молебны…Заводские, фабричные кричали в нашу честь „ура!“ Со всей России потекли к нам письма с благодарностями и благословениями».
Великая княгиня Елизавета Фёдоровна отправила его родителям телеграмму следующего содержания: «Молитвами и мыслями с вами. Да благословит Господь вашего сына патриотический подвиг».
В конце марта 1917 года председатель Государственной Думы Михаил Родзянко, адмирал Александр Колчак и великий князь Николай Михайлович предлагали Феликсу стать императором.

#### Убийство Распутина, воспоминания Великого князя Александра Михайловича
Согласно опубликованным воспоминаниям Великого князя Александра Михайловича, 17 декабря 1916 года в Киеве адъютант с воодушевлением и радостью сообщил Александру Михайловичу, что Распутин был убит в доме князя Юсупова лично Феликсом, а его соучастником стал великий князь Дмитрий Павлович. Александр Михайлович первым сообщил вдовствующей Императрице (Марии Фёдоровне) об убийстве Распутина. Однако «мысль о том, что муж её внучки и её племянник обагрили руки кровью, причиняла ей большие страдания. Как Императрица она сочувствовала, но как христианка она не могла не быть против пролития крови, как бы ни были доблестны побуждения виновников».
Было решено добиться у Николая II согласия на приезд в Петербург. Члены Императорской семьи просили Александра Михайловича заступиться за Дмитрия и Феликса пред императором. На встрече Николай обнял князя, так как хорошо знал Александра Михайловича. Александр Михайлович произнес защитительную речь. Он просил Государя смотреть на Феликса и Дмитрия Павловича не как на обыкновенных убийц, а как на патриотов. Государь помолчав сказал: «Ты очень хорошо говоришь, но ведь ты согласишься с тем, что никто — будь он великий князь или же простой мужик — не имеет права убивать».
Император дал обещание быть милостивым в выборе наказаний для двух виновных. Дмитрия Павловича сослали на Персидский фронт в распоряжение генерала Баратова, а Феликсу было предписано выехать в своё имение Ракитное под Курском.

### Похороны

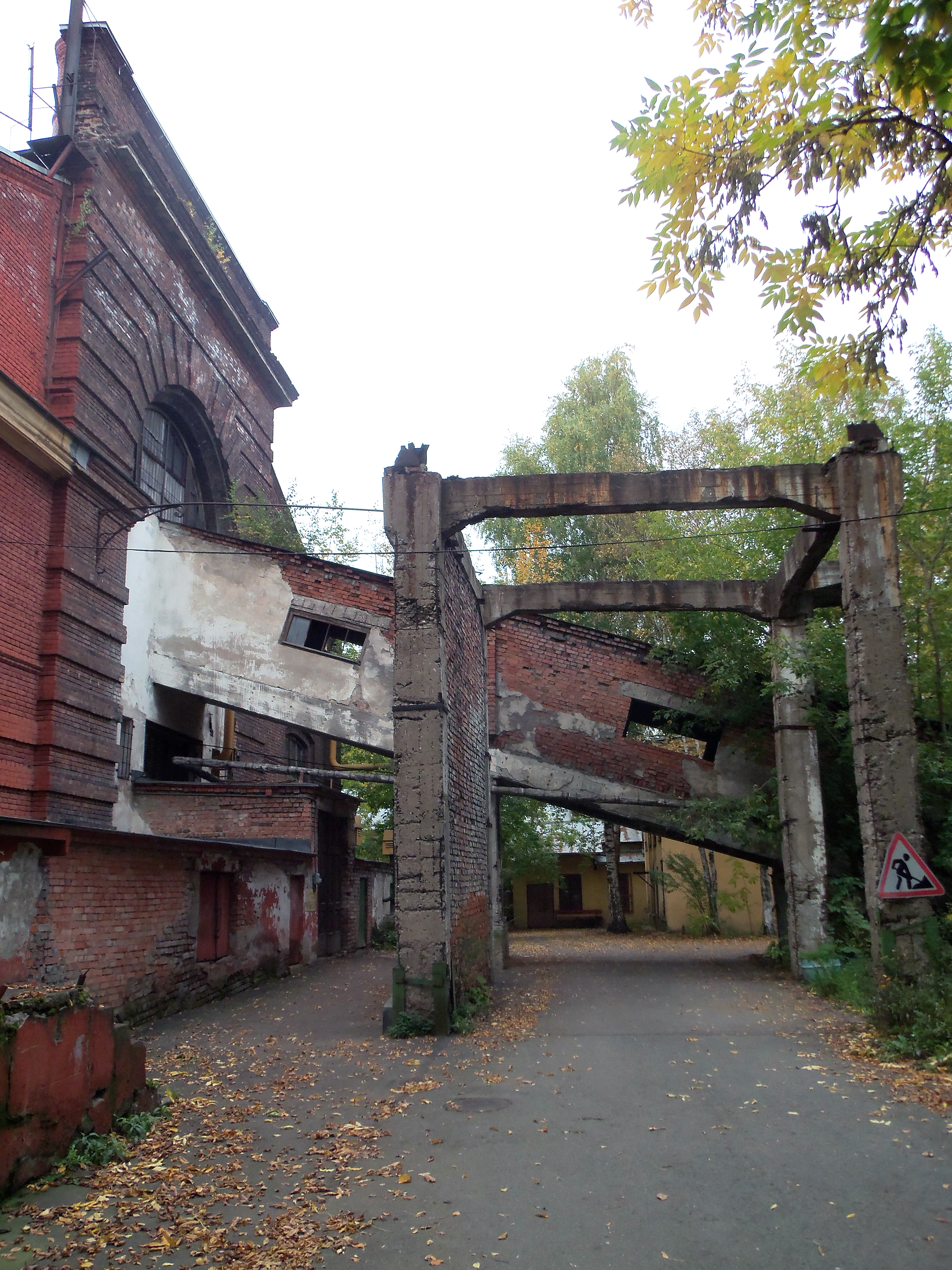
Котельная, где было кремировано тело Распутина (Котельная СПбГПУ 2)

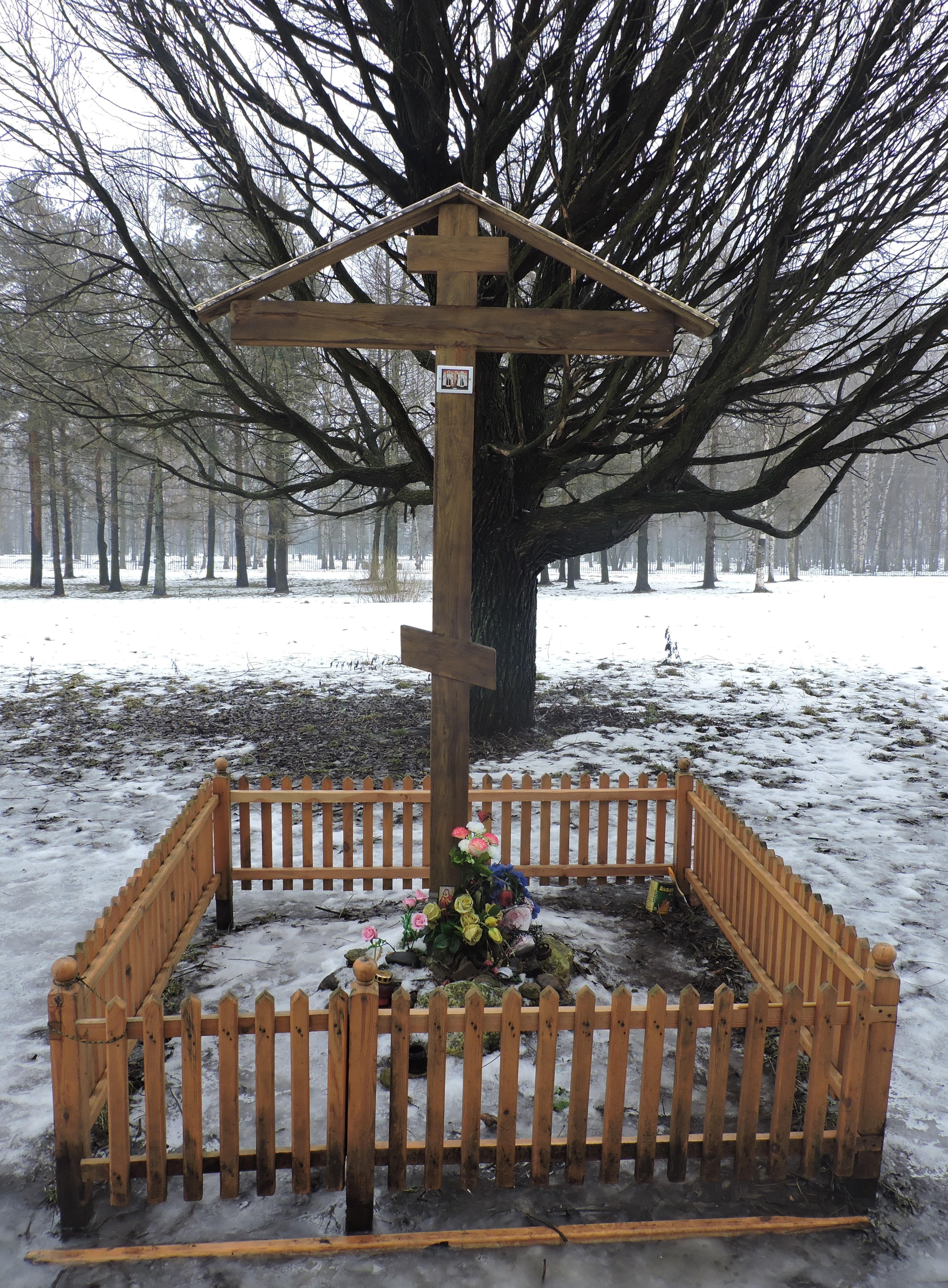
Место предполагаемого захоронения останков Распутина в Пискарёвском парке. По состоянию на 2020 год уничтожено

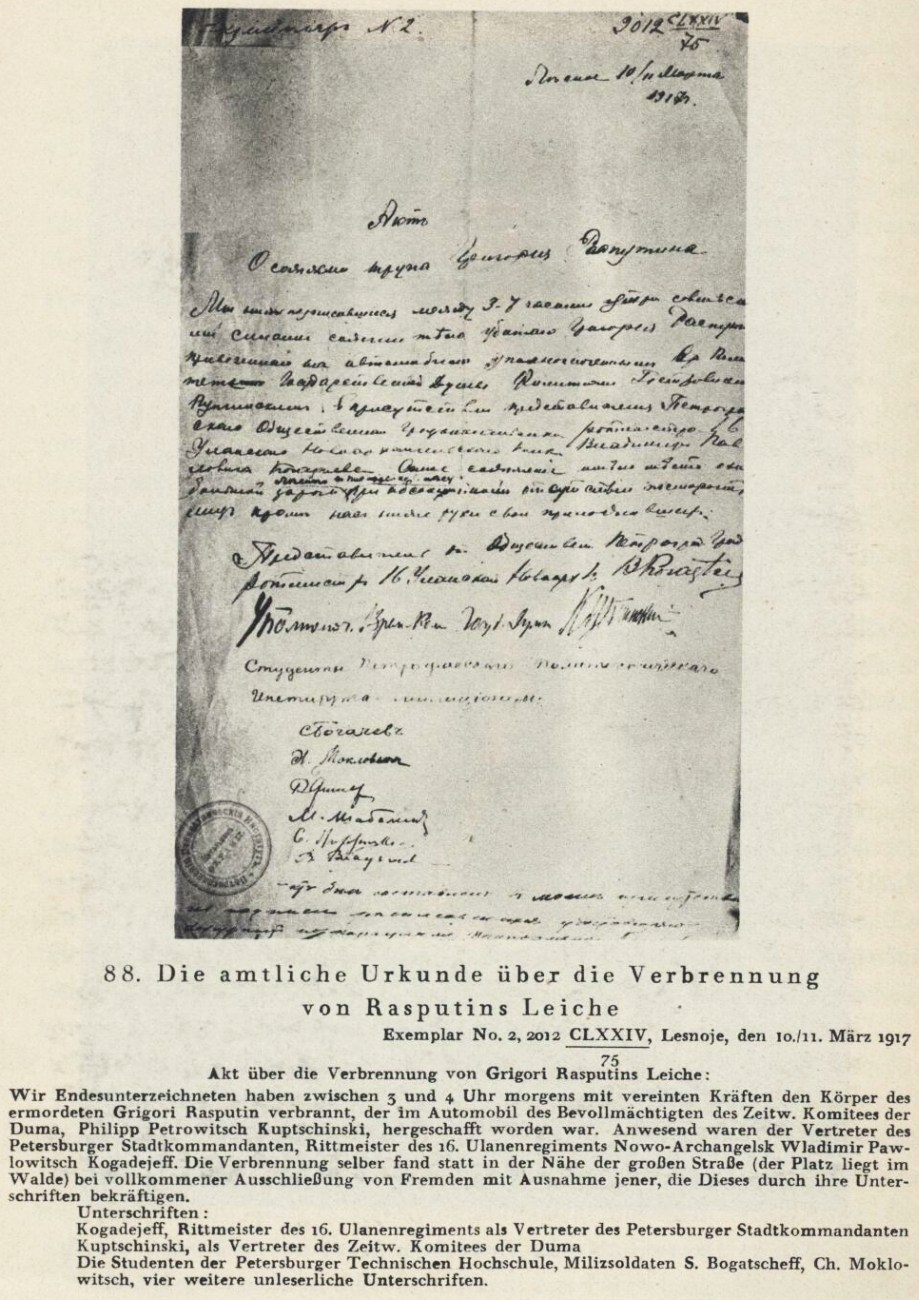
Факсимиле официального акта о сожжении трупа Г. Е. Распутина

Согласно воспоминаниям Феликса Юсупова, тело Распутина было доставлено в Чесменскую богадельню под Петербургом. По окончании вскрытия молодая инокиня Акилина, из которой Распутин якобы изгнал бесов, предъявив охране бумагу от императрицы, обмыла и облачила покойного. В руки «старца» она вложила послание Александры Фёдоровны: «Милый мученик, благослови меня, и да пребудет благословенье твое со мною на стезе страданий в мире земном. Ты же поминай нас святыми молитвами в мире небесном! Александра».
Распутина отпевал хорошо с ним знакомый епископ Исидор (Колоколов). В своих мемуарах А. И. Спиридович вспоминает, что Исидор не имел права совершать заупокойную литургию. После ходили слухи, что митрополит Питирим отказался отпевать Распутина. Так же в те дни была запущена легенда, упоминаемая в отчётах английского посольства, что при вскрытии и отпевании якобы присутствовала жена Николая II. Убитого сначала хотели похоронить на его родине, в селе Покровском. Но из-за опасности возможных волнений в связи с отправкой тела его предали земле в Александровском парке Царского Села на территории строившегося Анной Вырубовой храма Серафима Саровского.
М. В. Родзянко писал, что в Думе во время торжеств[каких?] пошли слухи о возвращении Распутина в Петербург. В январе 1917 года Михаилом Владимировичем была получена бумага со многими подписями[кого?] из Царицына с сообщением, что Распутин бывает у В. К. Саблера, что царицынцам[кто?] известно о приезде Распутина в столицу.

После Февральской революции захоронение Распутина было найдено, и Керенский приказал Корнилову организовать уничтожение тела. Несколько дней гроб с останками простоял в специальном вагоне, а затем труп Распутина был сожжён ночью 11 марта в топке парового котла Политехнического института. Был составлен официальный акт о сожжении трупа Распутина:
Лесное. 10-11 марта 1917 года
Мы, нижеподписавшиеся, между 7 и 9 часами утра совместными силами сожгли тело убитого Григория Распутина, перевезённое на автомобиле уполномоченным временного комитета Государственной думы Филиппом Петровичем Купчинским в присутствии представителя Петроградского общественного градоначальника ротмистра 16 уланского Новоархангельского полка Владиміра Павловича Кочадеева. Самое сожжение имело место около большой дороги от Лесного в Пескаревку, в лесу при абсолютном отсутствии посторонних лиц, кроме нас, ниже руки приложивших:
Представитель от Обществен. Петрогр. Градон.
Ротмистр 16 Уланского Новоарх. п. В. КОЧАДЕЕВ.,
Уполномоч. Врем. Ком. Госуд. Думы КУПЧИНСКИЙ.
Студенты Петроградского политехнического 
Института:
С. БОГАЧЕВ, 
Р. ФИШЕР, 
Н. МОКЛОВИЧ, 
М. ШАБАЛИН, 
С. ЛИХВИЦКИЙ, 
В. ВЛАДіМИРОВ.
Печать круглая: Петроградский политехнический институт, начальник охраны.
Приписка внизу: Акт был составлен в моем присутствии и подписи расписавшихся удостоверяю.
Дежурный по караулам.
Прапорщик ПАРВОВ
Через три месяца после смерти Распутина его могила была осквернена. На месте сожжения были начертаны две надписи, одна из которых на немецком языке: «Hier ist der Hund begraben» («Здесь погребена собака») и далее «Тут сожжён труп Распутина Григория в ночь с 10 на 11-е марта 1917 года».

## Судьба семьи Распутина
Дочь Распутина Матрёна после революции эмигрировала во Францию, а впоследствии переехала в США.
В 1920 году был национализирован дом и всё крестьянское хозяйство Дмитрия Григорьевича.
В 1922 году его вдова Прасковья Фёдоровна, сын Дмитрий и дочь Варвара были лишены избирательных прав как «злостные элементы». В 1930-е годы все трое были арестованы органами НКВД, и след их затерялся в спецпоселениях тюменского Севера.

## Обвинения в безнравственности

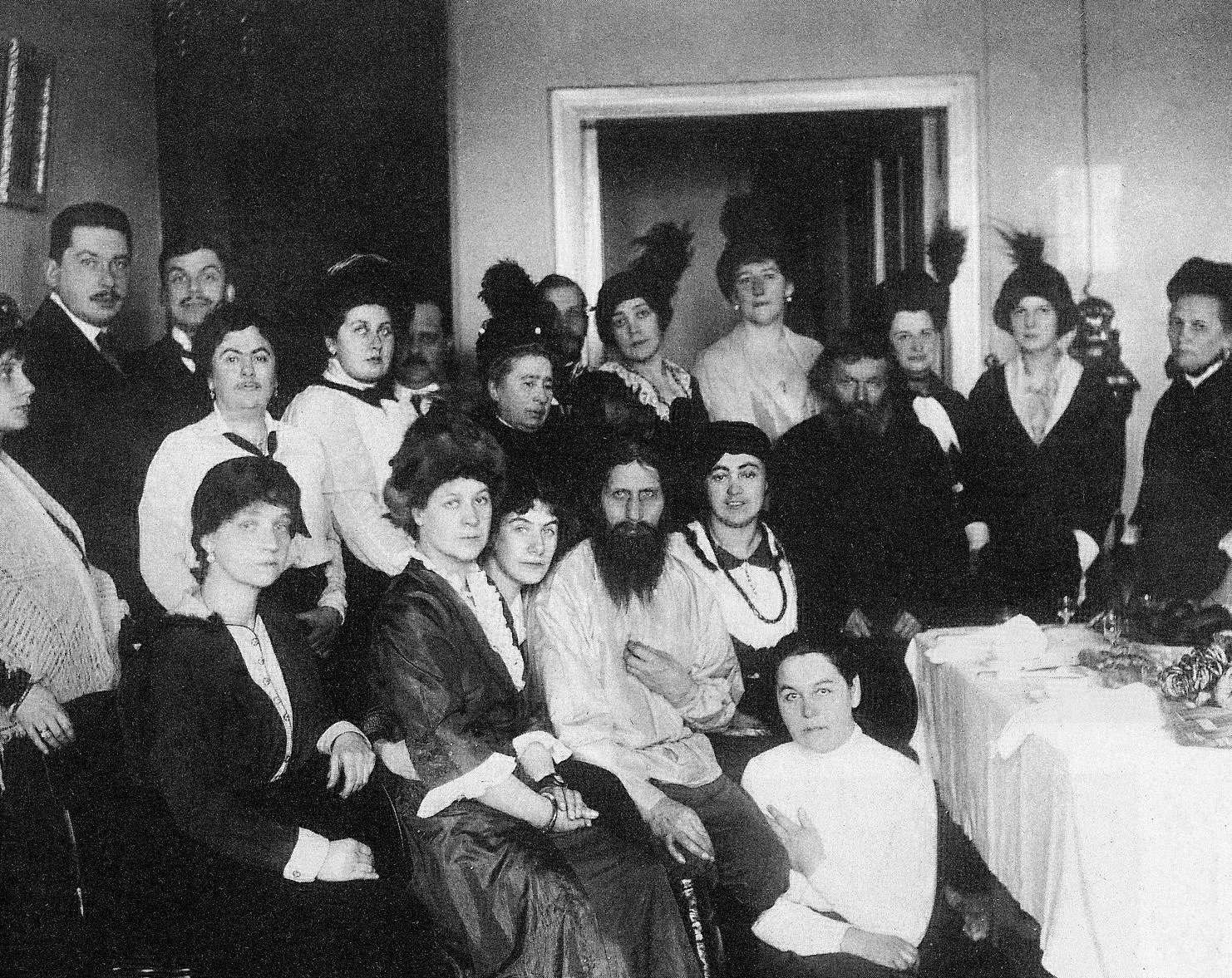
Распутин и его поклонники (Санкт-Петербург, 1914 год).
В верхнем ряду (слева направо): А. А. Пистолькорс (в профиль), А. Э. Пистолькорс, Л. А. Молчанов, Н. Д. Жевахов, Э. Х. Гиль, неизвестный, Н. Д. Яхимович, О. В. Ломан, Н. Д. Ломан, А. И. Решетникова.
Во втором ряду: С. Л. Волынская, А. А. Вырубова, А. Г. Гущина, Ю. А. Ден, Е. Я. Распутин.
В последнем ряду: З. Тимофеева, М. Е. Головина, М. С. Гиль, Г. Е. Распутин, О. Клейст, А. Н. Лаптинская (на полу)

### Адреса в Санкт-Петербурге
- Английский проспект, д. 3, кв. 10 на 5 этаже (1913—1914)
- Гороховая улица, д. 64 (1914—1916). Квартира представляет собой музей, проводятся экскурсии.

### Из воспоминаний свидетелей
Дочь Матрёна в своей книге «Распутин. Почему?» написала:

…что при всей пропитанности жизнью отец никогда не злоупотреблял своей силой и возможностью влиять на женщин в плотском смысле. Однако надо понимать, что эта часть отношений представляла особый интерес для недоброжелателей отца. Замечу, что они получали некоторую реальную пищу для своих россказней.
Из показаний князя М. М. Андроникова Чрезвычайной следственной комиссии:

…Затем он подходил к телефону и вызывал всевозможных дам. Я должен был делать bonne mine mauvais jeu, — потому что все эти дамы были чрезвычайно сомнительного свойства…

Французский филолог-славист Пьер Паскаль в своих воспоминаниях писал, что Александр Протопопов отрицал влияние Распутина на карьеру министра. Однако Протопопов рассказал об акте педерастии, в котором участвовали митрополит Питирим, князь Андроников и Распутин.

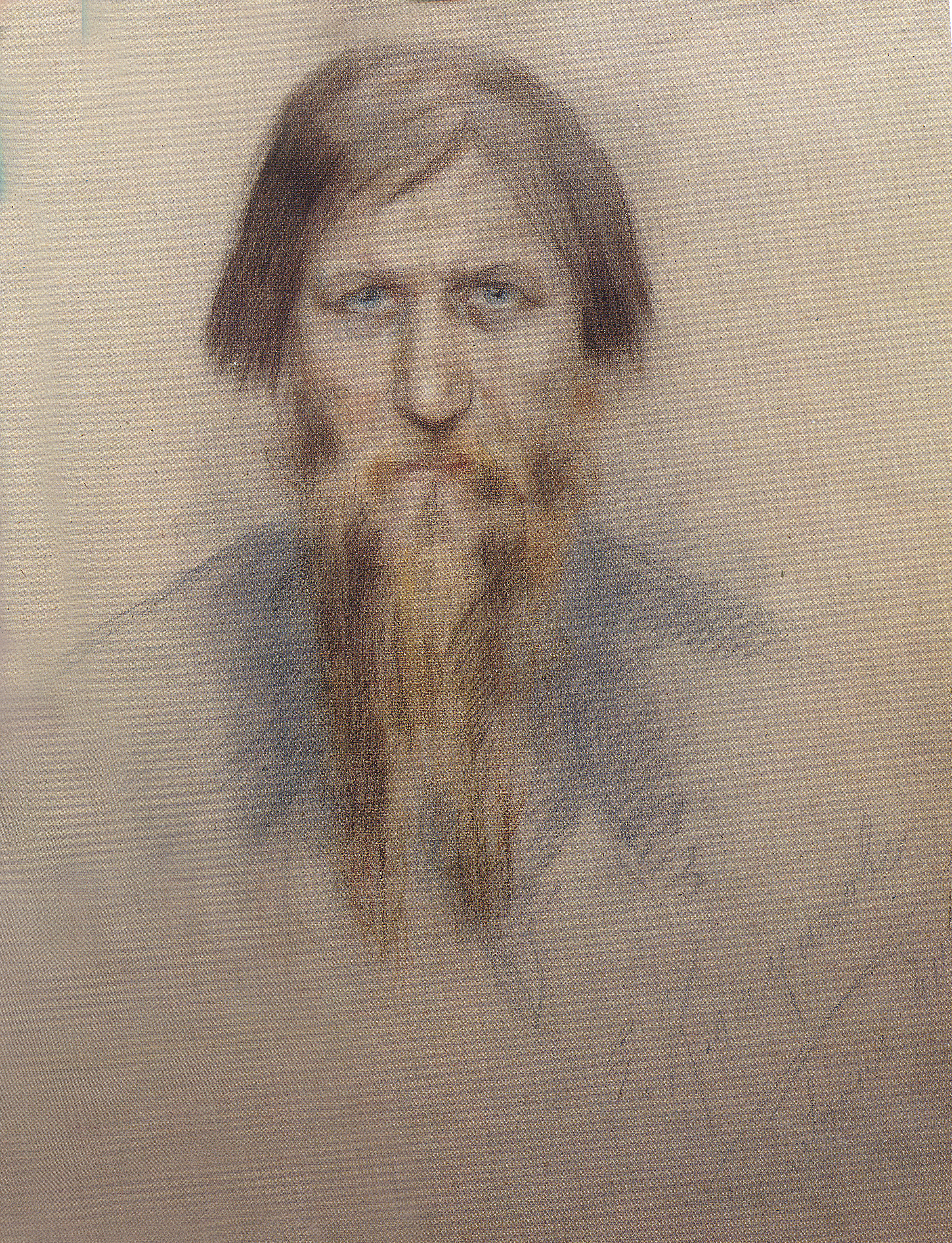
Распутин в 1914 году. Автор Е. Н. Клокачёва

## Оценки влияния Распутина
Михаил Таубе, бывший в 1911—1915 годах товарищем министра народного просвещения, в своих воспоминаниях приводит следующий эпизод. Однажды в министерство явился человек с письмом от Распутина и просьбой назначить его инспектором народных училищ в его родную губернию. Министр (Лев Кассо) приказал спустить этого просителя с лестницы. По мнению Таубе, этот случай доказывал, как преувеличены были все слухи и сплетни о закулисном влиянии Распутина.

По воспоминаниям придворных, Распутин не был близок к царской семье и вообще редко бывал в царском дворце. Так, по воспоминаниям дворцового коменданта Владимира Воейкова, начальник дворцовой полиции полковник Герарди на вопрос, насколько часты бывают посещения Распутиным дворца, ответил: «Один раз в месяц, а иногда в два месяца раз». В воспоминаниях фрейлины Анны Вырубовой говорится, что Распутин бывал в царском дворце не чаще 2—3 раз в год, а царь принимал его ещё реже. Другая фрейлина, София Буксгевден, вспоминала:
«Я жила в Александровском Дворце с 1913 по 1917 год, причём моя комната была связана коридором с покоями Императорских детей. Я никогда не видела Распутина в течение всего этого времени, хотя я постоянно находилась в компании Великих княжон. Мсье Жильяр, который тоже там жил несколько лет, также никогда его не видел»
Жильяр за всё время, проведённое им при дворе, вспоминает единственную встречу с Распутиным: «Однажды, собираясь выходить, я встретился с ним в передней. Я успел рассмотреть его, пока он снимал шубу. Это был человек высокого роста, с измождённым лицом, с очень острым взглядом серо-синих глаз из-под всклокоченных бровей. У него были длинные волосы и большая мужицкая борода».

Сам Николай II в 1911 году говорил В. Н. Коковцову о Распутине, что:
… лично почти не знает «этого мужичка» и видел его мельком, кажется, не более двух-трех раз, и притом на очень больших расстояниях времени.

Из воспоминаний директора Департамента полиции А. Т. Васильева (он служил в «охранке» Петербурга с 1906 г. и возглавлял полицию в 1916—1917 гг., позже он вёл следствие по делу об убийстве Распутина):
Множество раз я имел возможность встречаться с Распутиным и беседовать с ним на разные темы.<…> Ум и природная смекалка давали ему возможность трезво и проницательно судить о человеке, только раз им встреченном. Это тоже было известно царице, поэтому она иногда спрашивала его мнение о том или ином кандидате на высокий пост в правительстве. Но от таких безобидных вопросов до назначения министров Распутиным — очень большой шаг, и этот шаг ни царь, ни царица, несомненно, никогда не делали <…> И тем не менее люди полагали, что все зависит от клочка бумаги с несколькими словами, написанными рукой Распутина… я никогда в это не верил, и хотя иногда расследовал эти слухи, но никогда не находил убедительных доказательств их правдивости. Случаи, о которых я рассказываю, не являются, как может кто-то подумать, моими сентиментальными выдумками; о них свидетельствуют донесения агентов, годами работавших в качестве слуг в доме Распутина и, следовательно, знавших его повседневную жизнь в мельчайших деталях. <…> Распутин не лез в первые ряды политической арены, его вытолкнули туда прочие люди, стремящиеся потрясти основание российского трона и империи… Эти предвестники революции стремились сделать из Распутина пугало, чтобы осуществить свои планы. Поэтому они распускали самые нелепые слухи, которые создавали впечатление, что только при посредничестве сибирского мужика можно достичь высокого положения и влияния.
А. Я. Аврех считал, что в 1915 г. царица и Распутин, благословив отъезд Николая II в Ставку в качестве верховного командующего, совершили что-то вроде «государственного переворота» и присвоили себе значительную часть власти: в качестве примера А. Я. Аврех приводит их вмешательство в дела юго-западного фронта во время наступления, организованного А. А. Брусиловым. А. Я. Аврех полагал, что царица значительно влияла на царя, а на царицу — Распутин.
А. Н. Боханов, напротив, считает, что вся «распутиниада» — плод политических манипуляций, «чёрный пиар». Однако, как говорит Боханов, хорошо известно, что информационный прессинг срабатывает лишь тогда, когда не только имеются намерения и возможности у неких групп утвердить в общественном сознании желательный стереотип, но и само общество подготовлено к его принятию и усвоению. Поэтому только сказать, как это порой делается, что растиражированные рассказы о Распутине — сплошная ложь, даже если это и действительно так, значит не прояснить сути: почему же измышления о нём принимались на веру? Этот базовый вопрос остаётся без ответа до сих пор.
В то же время образ Распутина широко использовался в революционной и немецкой пропаганде. В последние годы царствования Николая Второго в петербургском свете ходило множество слухов о Распутине и его влиянии на власть. Говорилось, что он сам абсолютно подчинил себе царя и царицу и правит страной, то ли Александра Фёдоровна при помощи Распутина захватила власть, то ли страной правит «триумвират» из Распутина, Анны Вырубовой и царицы.
Помещение в печать сообщений о Распутине могло быть ограничено лишь частично. По закону, статьи о императорской фамилии подлежали предварительной цензуре начальником канцелярии министерства двора. Запрещены были любые статьи, в которых имя Распутина упоминалось в сочетании с именами членов царской фамилии, но статьи, где фигурировал только один Распутин, запретить было невозможно.
1 ноября 1916 года на заседании Государственной Думы П. Н. Милюков выступил с речью, критической по отношению к правительству и «придворной партии», в которой упоминалось и имя Распутина. Приводимые им сведения о Распутине Милюков взял из статей в немецких газетах «Берлинер Тагеблатт» от 16 октября 1916 и «Нейе Фрейе Прессе» от 25 июня, относительно которых он сам же признал, что некоторые из сообщаемых там сведений ошибочны. 19 ноября 1916 В. М. Пуришкевич выступил на заседании Думы с речью, в которой придавалось большое значение Распутину. Образ Распутина использовала и немецкая пропаганда. В марте 1916 года германские цеппелины разбрасывали над русскими окопами карикатуру, изображавшую Вильгельма, опиравшегося на германский народ, и Николая Романова, опиравшегося на половой орган Распутина.
По воспоминаниям А. А. Головина, во время Первой мировой войны слухи о том, что императрица является любовницей Распутина, распространялись среди офицеров русской армии сотрудниками оппозиционного Земско-городского союза. После свержения Николая II председатель Земгора князь Львов стал председателем Временного Правительства.
После свержения Николая II Временное правительство организовало чрезвычайную следственную комиссию, которая должна была искать преступления царских чиновников и в том числе расследовала деятельность Распутина. Комиссия произвела 88 опросов и допросила 59 лиц, готовила «стенографические отчёты», главным редактором которых был поэт А. А. Блок, опубликовавший свои наблюдения и записи в виде книжки под названием «Последние дни Императорской власти».
Комиссия не закончила свою работу. Часть протоколов допросов высших чиновников были опубликованы в СССР к 1927 году.
Из показаний А. Д. Протопопова чрезвычайной следственной комиссии 21.03.1917 г.:
ПРЕДСЕДАТЕЛЬ. Вам известно значение Распутина в делах Царского Села при Государе? — Протопопов. Распутин был близким человеком, и, как с близким человеком, с ним советовались.

## Мнения современников о Распутине
Владимир Ленин дал следующую характеристику роли Распутина в общественной жизни России:

Первая революция и следующая за ней контрреволюционная эпоха (1907—1914) обнаружили всю суть царской монархии, довела её до «последней черты», раскрыла всю её гнилость, гнусность, весь цинизм и разврат царской шайки с чудовищным Распутиным во главе её, всё зверство семьи Романовых — этих погромщиков заливших Россию кровью евреев, рабочих, революционеров, этих «первых среди равных» помещиков, обладающих миллионами десятин земли и идущих на все зверства, на все преступления, на разорение и удушение любого числа граждан ради сохранения своей и своего класса «священной собственности».

Председатель Совета министров России в 1911—1914 годах Владимир Коковцов писал в воспоминаниях:

…как это ни странно, вопрос о Распутине невольно сделался центральным вопросом ближайшего будущего и не сходил со сцены почти за всё время моего председательства в Совете министров, доведя меня до отставки с небольшим через два года.
По-моему, Распутин типичный сибирский варнак, бродяга, умный и выдрессировавший себя на известный лад простеца и юродивого и играющий свою роль по заученному рецепту.
По внешности ему не доставало только арестантского армяка и бубнового туза на спине.
По замашкам — это человек, способный на всё. В своё кривляние он, конечно, не верит, но выработал себе твёрдо заученные приемы, которыми обманывает как тех, кто искренно верит всему его чудачеству, так и тех, кто надувает самого своим преклонением перед ним, имея на самом деле в виду только достигнуть через него тех выгод, которые не даются иным путём.
Секретарь Распутина Арон Симанович в своей книге пишет:
Каким представляли себе Распутина современники? Как пьяного, грязного мужика, который проник в царскую семью, назначал и увольнял министров, епископов и генералов и целое десятилетие был героем петербургской скандальной хроники. К тому же ещё дикие оргии в «Вилле Родэ», похотливые танцы среди аристократических поклонниц, высокопоставленных приспешников и пьяных цыган, а одновременно непонятная власть над царём и его семьёй, гипнотическая сила и вера в своё особое назначение. Это было всё.

Духовник царской семьи, протоиерей Александр Васильев:
Распутин — «вполне богобоязненный и верующий человек, безвредный и даже скорее полезный для Царской Семьи… Он с Ними беседует о Боге, о вере».
Врач, лейб-медик семьи Николая II Евгений Боткин:
Если бы не было Распутина, то противники царской семьи и подготовители революции создали бы его своими разговорами из Вырубовой, не будь Вырубовой, из меня, из кого хочешь.
Следователь по делу об убийстве царской семьи Николай Алексеевич Соколов в своей книге-судебном расследовании пишет:
Начальник Главного Управления Почт и Телеграфов Похвиснев, занимавший эту должность в 1913—1917 гг., показывает: «По установившемуся порядку все телеграммы, подававшиеся на имя Государя и Государыни, представлялись мне в копиях. Поэтому все телеграммы, которые шли на имя Их Величеств от Распутина, мне в своё время были известны. Их было очень много. Припомнить последовательно содержание их, конечно, нет возможности. По совести могу сказать, что громадное влияние Распутина у Государя и у Государыни содержанием телеграмм устанавливалось с полной очевидностью».

Священномученик протоиерей Философ Орнатский, настоятель Казанского собора в Санкт-Петербурге описывает в 1914 году встречу Иоанна Кронштадтского с Распутиным так: 
О. Иоанн спросил старца: «Как твоя фамилия?» И когда последний ответил: «Распутин», сказал: «Смотри, по фамилии твоей и будет тебе».
Схиархимандрит Гавриил (Зырянов), старец Седмиезерной пустыни, очень резко высказывался о Распутине:

«Убить его, что паука: сорок грехов простится…».
Княгиня Мария Тенишева:

«До чего мы дожили! Религия поругана, духовенство запугано, ум, способности людей обесценены, отброшены, как ненужный хлам, и на поверхность всплывают одни авантюристы за другими…».

«Участницами этого негодяя замешаны матери семейств, вдовы и девицы всех сословий и общественных положений. Все это сбившиеся с истинного пути психопатки. Мужья, отцы и близкие должны были давно уже принять самые радикальные меры для искоренения подобного зла в самом зародыше его возникновения и не дать этому грандиозному скандалу разрастись в вопрос государственной важности. Но они попустительствуют этому постыдному делу, в семьях этих заблудших не нашлось никого, кто бы оградил такое существо от омерзения. Наоборот, это поощряется, и вокруг хлыстовского ядра происходит нарастание всевозможных льстецов, предателей и продажных людей без совести, преследующих исключительно своекорыстные цели: и пролезающих за взятки через всесильного Распутина на разные ответственные и прибыльные места. Какая вакханалия, разнузданность, а главное, какой позор!…».

## Попытки канонизации Распутина
Религиозное почитание Григория Распутина началось примерно с 1990 года и пошло из Богородичного центра (на протяжении последующих лет менявшего своё название).
Некоторые крайне радикально-монархические православные круги также, ещё с 1990-х годов высказывали мысли о канонизации Распутина как святого мученика.
Известными сторонниками этих идей были: редактор православной газеты «Благовест» Антон Жоголев, писатель православно-патриотического, исторического жанра Олег Платонов, певица Жанна Бичевская, главный редактор газеты «Русь Православная» Константин Душенов, «Церковь Иоанна Богослова» и др.
Идеи были отвергнуты Синодальной комиссией Русской православной церкви по канонизации святых и подвергнуты критике патриархом Алексием II: «Нет никаких оснований ставить вопрос о канонизации Григория Распутина, сомнительная нравственность и неразборчивость которого бросали тень на Августейшую фамилию будущих царственных страстотерпцев царя Николая II и его семейство».
По словам члена Синодальной комиссии по канонизации святых протоиерея Георгия Митрофанова:

Конечно, Распутина использовала оппозиция, раздувая миф о его всемогуществе и всевластии. Его изображали хуже, чем он был. Многие ненавидели его от всей души. Для цесаревны Ольги Николаевны, например, это был один из самых ненавистных людей, потому что он разрушил её брак с великим князем Дмитрием Павловичем, что и побудило последнего участвовать в убийстве Распутина.

## Распутин в культуре и искусстве

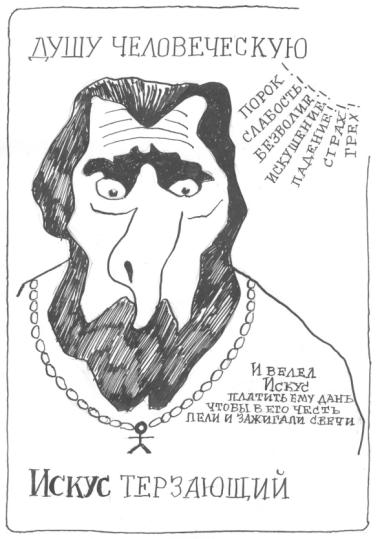
Изображение Распутина на постере

Согласно исследованию С. Фомина, в течение марта-ноября 1917 года театры были заполнены «сомнительными» постановками, и вышли более десяти «пасквильных» фильмов о Григории Распутине. Первым подобным фильмом стала двухсерийная «сенсационная драма» «Темные силы — Григорий Распутин и его сподвижники» (производство акционерного общества Г. Либкена). В этом же ряду стоит широко демонстрировавшаяся пьеса А. Толстого «Заговор Императрицы».
Григорий Распутин стал центральным персонажем пьесы драматурга Константина Скворцова «Гришка Распутин».
Григорий Распутин является центральным персонажем книги Бориса Акунина «Фильма пятая: „Странный человек“» из цикла «Смерть на брудершафт».
Распутин является главным героем романа Валентина Пикуля «Нечистая сила» (в двух книгах), главным образом посвящённого роли этой личности в событиях последних лет Российской империи.
В с. Покровское (ныне — Ярковский район Тюменской области) действует частный музей Г. Е. Распутина.

### Документальные фильмы о Распутине
- «Исторические хроники. 1915. Григорий Распутин»
- «Последние из Царей: Тень Распутина» (Last of the Czars. The Shadow of Rasputin), реж. Тереза Черф; Марк Андерсон, 1996, Discovery Communications, 51 мин.
- «Кто убил Распутина?» (Who Killed Rasputin?), реж. Майкл Уэддинг, 2004, BBC, 50 мин.

### Распутин в театре и кинематографе

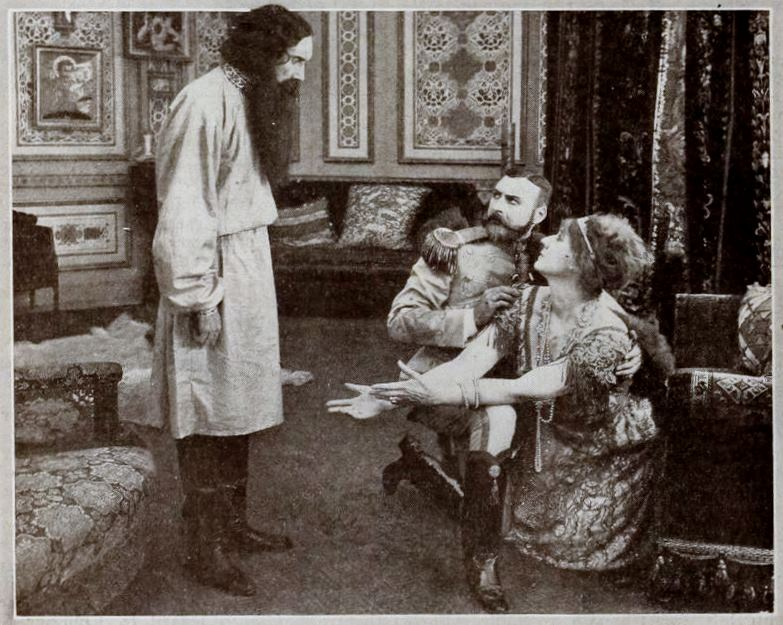
Кадр из кинофильма «Падение Романовых» 1917 года

Доподлинно неизвестно, имелись ли какие-то хроникальные съёмки Распутина. До наших дней не дошло ни одной ленты, на которой был бы запечатлён сам Распутин.
Первый такой фильм под названием «Драма из жизни Григория Распутина» выпустил российский киномагнат А. О. Дранков, сделавший попросту киномонтаж своей ленты 1916 г. «Омытые кровью», снятой по рассказу М. Горького «Коновалов».
Большинство других фильмов было снято в 1917 г. тогдашней крупнейшей кинофирмой «Акционерное общество Г. Либкена». Всего их было выпущено более десятка и о какой-либо их художественной ценности говорить не приходится, так как даже тогда они вызвали в печати протесты из-за их «порнографичности и дикой эротики»:
- Тёмные силы — Григорий Распутин и его сподвижники (2 серии), реж. С. Веселовский; в роли Распутина — С. Гладков
- Святой чёрт (Распутин в аду)
- Люди греха и крови (Царскосельские грешники)
- Любовные похождения Гришки Распутина
- Похороны Распутина
- Таинственное убийство в Петрограде 16 декабря
- Торговый дом Романов, Распутин, Сухомлинов, Мясоедов, Протопопов и Ко
- Царские опричники

и т. п. (Фомин С. В. Григорий Распутин: расследование. т. I. Наказание правдой; М., издательство Форум, 2007, сс. 16—19)
В 1917 году образ Распутина продолжил появляться на киноэкране. По данным IMDB, первым, кто воплотил образ старца на экране, стал актёр Эдвард Конелли (в фильме «Падение Романовых»). В том же году вышел фильм «Распутин, чёрный монах», где Распутина сыграл Монтегю Лав. В 1926 году выходит ещё один фильм о Распутине — «Brandstifter Europas, Die» (в роли Распутина — Макс Ньюфилд), а в 1928 году — сразу три: «Красный танец» (в роли Распутина — Димитриус Алексис), «Распутин — святой грешник» и «Распутин» — первые два фильма, где Распутина сыграли русские актёры — Николай Маликов и Григорий Хмара, соответственно.
В 1925 году написана и сразу ставится в Москве пьеса А. Н. Толстого «Заговор императрицы» (издана в Берлине в 1925), где подробно показано убийство Распутина. В дальнейшем пьесу ставили и некоторые советские театры. В московском театре им. И. В. Гоголя в роли Распутина выступал Борис Чирков. А на белорусском телевидении в середине 60-х годов по пьесе Толстого был снят телеспектакль «Крах», в котором играли Роман Филиппов (Распутин) и Ростислав Янковский (князь Феликс Юсупов).
В 1932 году выходят немецкий «Распутин — демон с женщиной» (в роли Распутина — известный немецкий актёр Конрад Фейдт) и номинированный на «Оскар» «Распутин и императрица», заглавная роль в котором досталась Лайонелу Бэрримору. В 1938 году вышел «Распутин» с Гарри Бауром в главной роли.
Вновь кинематограф вернулся к Распутину в 50-х годах, которые ознаменовались постановками с одинаковым названием «Распутин», вышедшими в 1954 и 1958 (для телевидения) годах с Пьером Брассером и Нарцисом Ибанесом Ментой в ролях Распутина, соответственно. В 1967 году выходит культовый фильм ужасов «Распутин, безумный монах» с известным актёром Кристофером Ли в роли Григория Распутина. Несмотря на множество исторических вольностей, образ, созданный им в фильме, считается одним из лучших киновоплощений Распутина.
В 60-е годы также вышли такие фильмы как «Ночь Распутина» (1960, в роли Распутина — Эдмунд Пардом), «Распутин» (телепостановка 1966 года с Гербертом Штассом в главной роли) и «Я убил Распутина» (1967), где роль исполнил Герт Фрёбе, известный своей ролью Голдфингера, злодея из одноимённого фильма о Джеймсе Бонде.
В 70-е годы Распутин появился в следующих фильмах: «Почему русские революционировали» (1970, Распутин — Уэс Картер), телепостановка «Распутин» в рамках цикла «Пьеса месяца» (1971, Распутин — Роберт Стивенс), «Николай и Александра» (1971, Распутин — Том Бейкер), телесериал «Падение орлов» (1974, Распутин — Майкл Олдридж), телепостановка «A Cárné összeesküvése» (1977, Распутин — Нандор Томанек), телесериал «Хождение по мукам» (1977, Распутин — Николай Горлов
В 1981 году выходит самый известный российский фильм о Распутине — «Агония» Элема Климова, где образ воплотил Алексей Петренко. В 1984 году выходит «Rasputin — Orgien am Zarenhof» с Александром Конте в роли Распутина.
В 1992 году режиссёр-постановщик Геннадий Егоров поставил спектакль «Гришка Распутин» по одноимённой пьесе Константина Скворцова в Санкт-Петербургском драматическом театре «Патриот» РОСТО в жанре политического фарса.
В 90-х образ Распутина начал деформироваться. В пародийном скетче шоу «Красный гном» — «Таянье», вышедшем в 1991 году, Распутин был сыгран Стивеном Микалефом, а в 1996 вышли два фильма о Распутине — «Преемник» (1996) с Игорем Соловьёвым в роли Распутина и «Распутин», где его сыграл Алан Рикман (а молодого Распутина — Тамаш Тот). В 1997 году вышел мультфильм «Анастасия», где Распутина озвучили известный актёр Кристофер Ллойд и Джим Каммингс (вокал), а дублировал Александр Буйнов.
Вышли фильмы «Распутин: Дьявол во плоти» (2002, для телевидения, Распутин — Олег Фёдоров и «Убивая Распутина» (2003, Распутин — Рубен Томас, а также «Хеллбой: Герой из пекла», где главным злодеем является воскресший Распутин, роль которого сыграл Карел Роден. В 2007 году вышел фильм «Заговор», режиссёра Станислава Либина, где роль Распутина исполняет Иван Охлобыстин.
В 2011 году был снят франко-российский фильм «Распутин», роль Распутина в котором исполнил Жерар Депардьё. По словам пресс-секретаря Президента РФ Дмитрия Пескова, именно эта работа дала право на получение актёром российского гражданства.
В 2014 году студией «Марс Медиа» снят 8-серийный телефильм «Григорий Р.» (реж. Андрей Малюков), в котором роль Распутина сыграл Владимир Машков. В том же году был снят ещё один российский сериал — «Алхимик. Эликсир Фауста» (реж. Александр Муратов), в котором роль Распутина сыграл Николай Добрынин.
В мае 2019 года был представлен драматический балет «Распутин», главную роль в котором исполнил Сергей Полунин. В спектакле заняты российские и зарубежные артисты (Ф. Юсупов — Йохан Кобборг (Дания), император Николай II — Алексей Любимов, императрица Александра Федоровна — фигуристка Елена Ильиных). Автором идеи балета и хореографом стал Юка Ойши (Япония), а композитором — Кирилл Рихтер.
22 декабря 2021 года вышел фильм King’s Man: Начало, в котором роль Распутина исполнил Рис Иванс.

### В музыке
- Диско-группа Boney M. в 1978 году выпустила альбом «Nightflight to Venus», одним из хитов которого была песня «Rasputin». Текст песни написан Фрэнком Фарианом и содержит западные штампы о Распутине — «величайшая российская машина любви» (англ. Russia's greatest love machine), «любовник русской царицы» (англ. lover of the Russian queen). В музыке использовались мотивы популярного тюркю «Кятибим», в песне «передразнивается» исполнение тюркю Эртой Китт (восклицание Китт «Oh! those Turks» Boney M копируют как «Oh! those Russians»). На гастролях Boney M в СССР эта песня по настоянию принимающей стороны не исполнялась, правда впоследствии всё же была включена в выпуск советской пластинки группы[121]. Смерть одного из участников группы Бобби Фаррелла наступила ровно в 94-ю годовщину в ночь убийства Григория Распутина, в Санкт-Петербурге.
- Песня Александра Малинина «Григорий Распутин» (1992).
- Песня Жанны Бичевской и Геннадия Пономарёва «Странник одухотворённый» («Старец Григорий») (ок. 2000) из музыкального альбома «Мы — русские» направлена на превозношение «святости» и канонизацию Распутина, где есть строки «Русский старец с посохом в руке, чудотворец с посохом в руке»[122].
- У трэш-группы Коррозия металла в альбоме «Садизм», вышедшем в 1993 году, есть песня «Мёртвый Распутин».
- Германская пауэр-метал группа Metalium в 2002 году записала собственную песню «Rasputin» (альбом «Hero Nation — Chapter Three»), представив свой взгляд на события вокруг Григория Распутина, без штампов, сложившихся в поп-культуре[123]
- В альбоме «Эпоха империй» (2023) российского исполнителя Radio Tapok есть песня «Распутин»

### В комиксах
- Распутин является одним из важных персонажей в ранних выпусках комиксов «Хеллбой». Там Распутин выступает в качестве заклятого врага главного героя.
- В 2006 году студия Fantagraphics выпустила карикатурный комикс, в котором рассказывается история Распутина.
- Распутин кратко появляется в образе вампира во втором томе французского романа-комикса «Шевалье Вампир».
- Персонаж по имени Распутин (похожий на него и внешне) представлен в серии комиксов «Корто Мальтезе». Здесь он оказывается морским пиратом во время Первой мировой войны.
- В серии «Люди Икс» поясняется, что супергерой Колосс является реинкарнацией Григория Распутина.
- В серии комиксов «Огненный шторм» компании DC Comics герой Михаил Аркадин встречает экстрасенса по имени Распутин. На вопрос назван ли он в честь «безумного легендарного монаха»; мужчина отвечает: «Возможно. Или, возможно, я и есть безумный легендарный монах».
- В серии Kid Eternity (часть 15), главный герой вызывает дух Распутина, чтобы тот помог ему сбежать из тюрьмы.
- В одной из частей Assassin’s Creed убийца Николай Орлов вскрывает могилу Распутина, чтобы получить важные артефакты.
- В 2014 году издательство Image Comics выпустило серию комиксов под названием Rasputin. История включает в себя элементы фэнтези, поскольку Распутин обладает различными сверхъестественными способностями, в основном связанными с некромантией.

### В видеоиграх
В компьютерной игре Team Fortress 2 есть достижение «Распутин», для его выполнения нужно за одну «игровую жизнь» получить урон от выстрела, огня, удара и взрыва.

### В поэзии
Николай Клюев не раз сравнивал себя с ним, и в стихах у него встречаются нередкие упоминания о Григории Ефимовиче. «Идут за мной», писал Клюев, «мильоны чарых Гришек».
По воспоминаниям поэта Рюрика Ивнева, поэт Сергей Есенин исполнял модные тогда частушки «Гришка Распутин и Царица».
Поэтесса Зинаида Гиппиус в своём дневнике от 24 ноября 1915 писала: «Сам же Гриша правит, пьёт и фрейлин е*ёт. И Федоровну, по привычке». В ближайшее окружение императорской семьи З. Гиппиус не входила, просто передавала слухи. В народе ходила пословица «Царь-батюшка с Егорием, а царица-матушка с Григорием».

### Коммерческое использование имени Распутина
Коммерческое использование имени Григория Распутина в некоторых торговых марках началось на Западе в 1980-е годы. На сегодняшний день известны:
- Пиво «Rasputin». Производится компанией «Brouwerij de Moler» (Нидерланды)[128]
- В Энсио (Калифорния) существует продуктовый магазин «Rasputin International Food»[129]
- В Сан-Франциско (США) существует музыкальный магазин «Rasputin»[130]
- В г. Росток (Германия) существует универсам Rasputin[131]
- В г. Андернах (Германия) существует клуб Rasputin[132]
- В Москве существует мужской клуб «Распутин»[133]
- В Москве издаётся мужской эротический журнал «Распутин»[134]

В Санкт-Петербурге:
- С середины 2000-х годов действует интерактивное шоу «Ужасы Петербурга», главным героем которого является Григорий Распутин[135].
- Хостел «Распутин»[136]

## Комментарии
1. ↑  Франц Фердинанд умер 15 июня по старому стилю, то есть за две недели до нападения Гусевой на Распутина.
2. ↑  Ссы́льный или ссыльная, а название ссыльного или каторжного, бежавший, из тюрьмы или с места поселения в Сибири — Варна́к.